# پنسیلوانیا
پِنْسیلْوانیا (به انگلیسی: Pennsylvania) یا به‌طور رسمی قلمرو هَمسود پنسیلوانیا؛ ایالتی در شمال‌شرق آمریکا است که در حوضهٔ دریاچه‌های بزرگ قرار دارد و یکی از ایالت‌های ساحلی اقیانوس اطلس آمریکا می‌باشد. پایتخت آن هریسبورگ و شهرهای مهم آن پیتسبورگ و فیلادلفیا است. این ایالت از جنوب‌شرقی با دلاور، از جنوب با مریلند، از جنوب‌غربی با ویرجینیای غربی، از غرب با اوهایو، از شمال شرقی با دریاچهٔ ایری و استان انتاریو در کانادا، از شمال با نیویورک و از شرق با نیوجرسی همسایه است.
پنسیلوانیا سی و سومین ایالت بزرگ ایالات متحده و پنجمین ایالت پرجمعیت کشور است. فیلادلفیا (۱٬۵۸۰٬۸۶۳) و پیتسبرگ (۳۰۲٬۴۰۷) دو شهر بزرگ ایالت هستند. هریسبورگ که پایتخت ایالت است، سومین شهر پرجمعیت کشور می‌باشد. ۱۴۰ مایل (۲۲۵ کیلومتر) از ایالت را دریاچهٔ ایری و رود دلاور دربرگرفته‌اند.
این ایالت یکی از مستعمرات سیزده‌گانه می‌باشد.
شهر فیلادلفیا در دههٔ آخر قرن هجدهم به مدت ده سال پایتخت ایالات متحده بود. تالار استقلال در این شهر قرار دارد.

## جغرافیا
پنسیلوانیا از شمال به جنوب ۱۷۰ مایل (۲۷۴ کیلومتر) طول دارد و از شرق به غرب ۲۸۳ مایل (۴۵۵ کیلومتر). از تمام ۴۶٬۰۵۵ مایل مربع (۱۱۹٬۲۸۲ کیلومتر مربع) مساحت ایالت، ۴۴٬۸۱۷ مایل مربع (۱۱۶٬۰۷۵ کیلومتر مربع) آن خشکی است و ۴۹۰ مایل مربع (۱٬۲۶۹ کیلومتر مربع) آن را آب‌های محصور در خشکی و ۷۴۹ مایل مربع (۱٬۹۴۰ کیلومتر مربع) آن را آب‌های دریاچهٔ ایری دربرگرفته است. این ایالت سی و سومین ایالت بزرگ کشور است. پنسیلوانیا ۵۱ مایل (۸۲ کیلومتر) خط ساحل در کنار دریاچهٔ ایری و ۵۷ مایل (۹۲ کیلومتر) خط ساحلی در کنار رود دلاور دارد. از میان مستعمرات سیزده‌گانه، پنسیلوانیا تنها ایالتی است که هیچ مرزی با اقیانوس اطلس ندارد.
سرحدات شمالی ایالت به خط میسون-دیکسون (۳۹°43' N) می‌رسد و از جنوب‌شرق نیز از ایالت دلاور با کمان دوازده مایلی جدا می‌شود. مرز شرقی ایالت را نیز رود دلاور تشکیل می‌دهد. ۸۰°۳۱' در غرب و ۴۲° در شمال، به جز یک بخش مثلثی‌شکل در غرب که در شمال دریاچهٔ ایری امتداد می‌یابد، سرحدات ایالت را تشکیل می‌دهند.
شهرهایی همچون فیلادلفیا، ردینگ، لبنان و لنکستر در جنوب شرقی، پیتسبرگ در جنوب غربی، شهرهای سه‌گانهٔ آلن‌تاون، بتلهم و ایستون در شرق (که به لی‌های ولی شهرت دارد) قرار دارند. در شمال‌شرقی ایالت شهرهایی که برای استخراج معدن‌های زغال‌سنگ در گذشته شکل گرفته بودند، همچون اسکرانتون، ویلکس-بار، نانتیکوک و هیزلتون وجود دارند. ایری در شمال‌غربی ایالت قرار دارد. استیت کالج به عنوان مرکز بخش مرکزی خدمت می‌کند، در حالی‌که بخش شمال-مرکزی همسود تحت مرکزیت ویلیام‌اسپورت می‌باشد و بخش جنوبی-مرکزی در اختیار چمزبربرگ قرار دارد و به همراه یورک، کارلیزل و پایتخت ایالتی هریسبورگ بر کرانهٔ رود ساسکوهنا در بخش شمال-شرق همسود و آلتونا و جانزتاون در بخش مرکزی-غربی قرار دارد.
ایالت پنج منطقهٔ جغرافیایی دارد که به نام‌های فلات الگینی، ریج اند ولی، جلگهٔ کنارهٔ اقیانوس اطلس، پیدمونت و جلگهٔ دریاچهٔ ایری شهرت دارند.

#### همسایه‌ها
- اونتاریو (استانی در کانادا، شمال‌غربی)

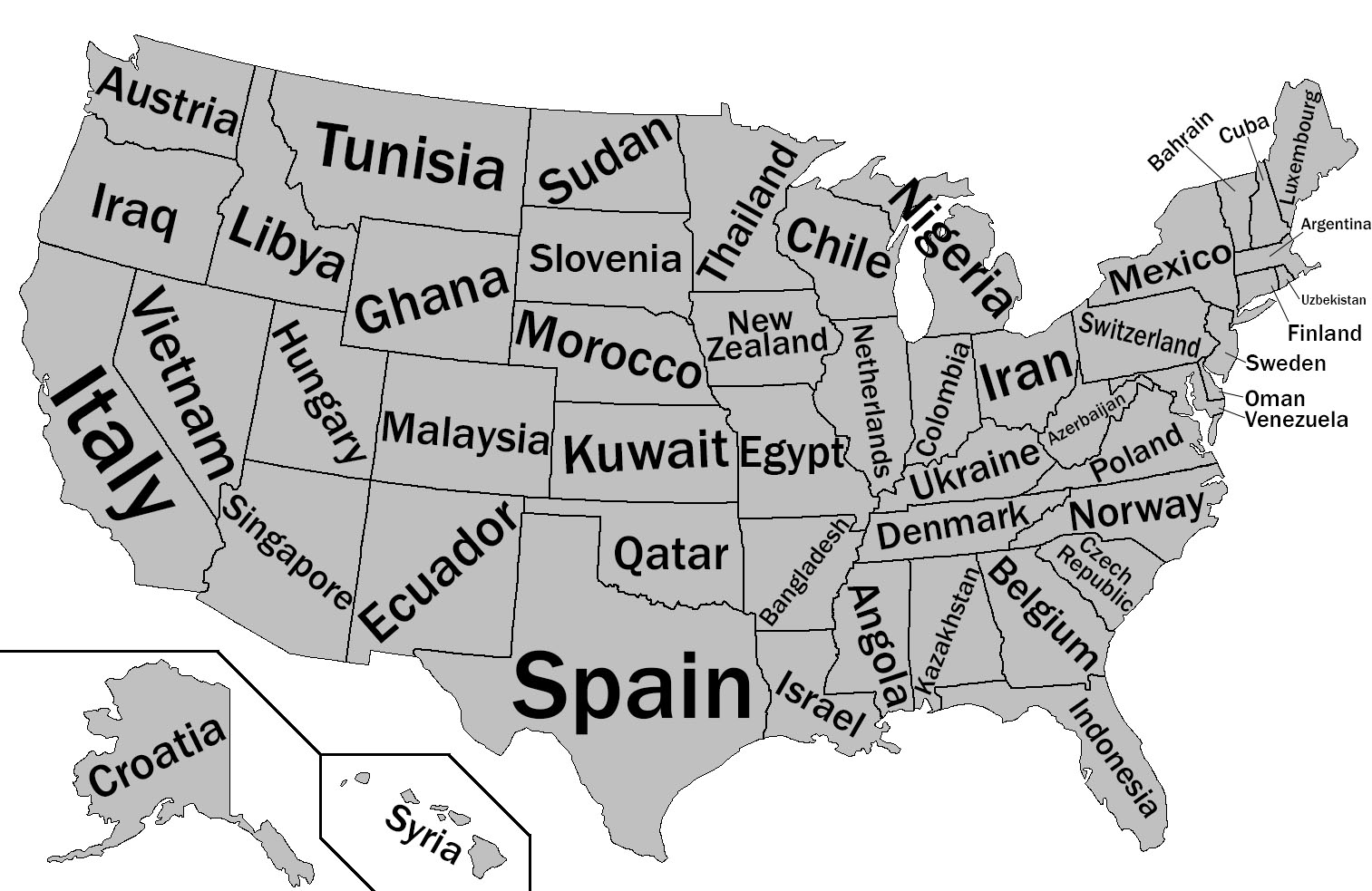
مقایسهٔ تولید ناخالص داخلی ایالت‌های آمریکا با کشورهای دیگر در سال ۲۰۱۲. ایالت پنسیلوانیا در این سال تولید ناخالصی‌اش قابل مقایسه با کشور سوییس بوده‌است.

- نیویورک (شمال و شمال‌شرقی)
- نیوجرسی (شرق و جنوب‌شرقی)
- دلاور (جنوب‌شرقی)
- مریلند (جنوب)
- ویرجینیای غربی (جنوب‌غربی)
- اوهایو (غرب)

## آب‌وهوا

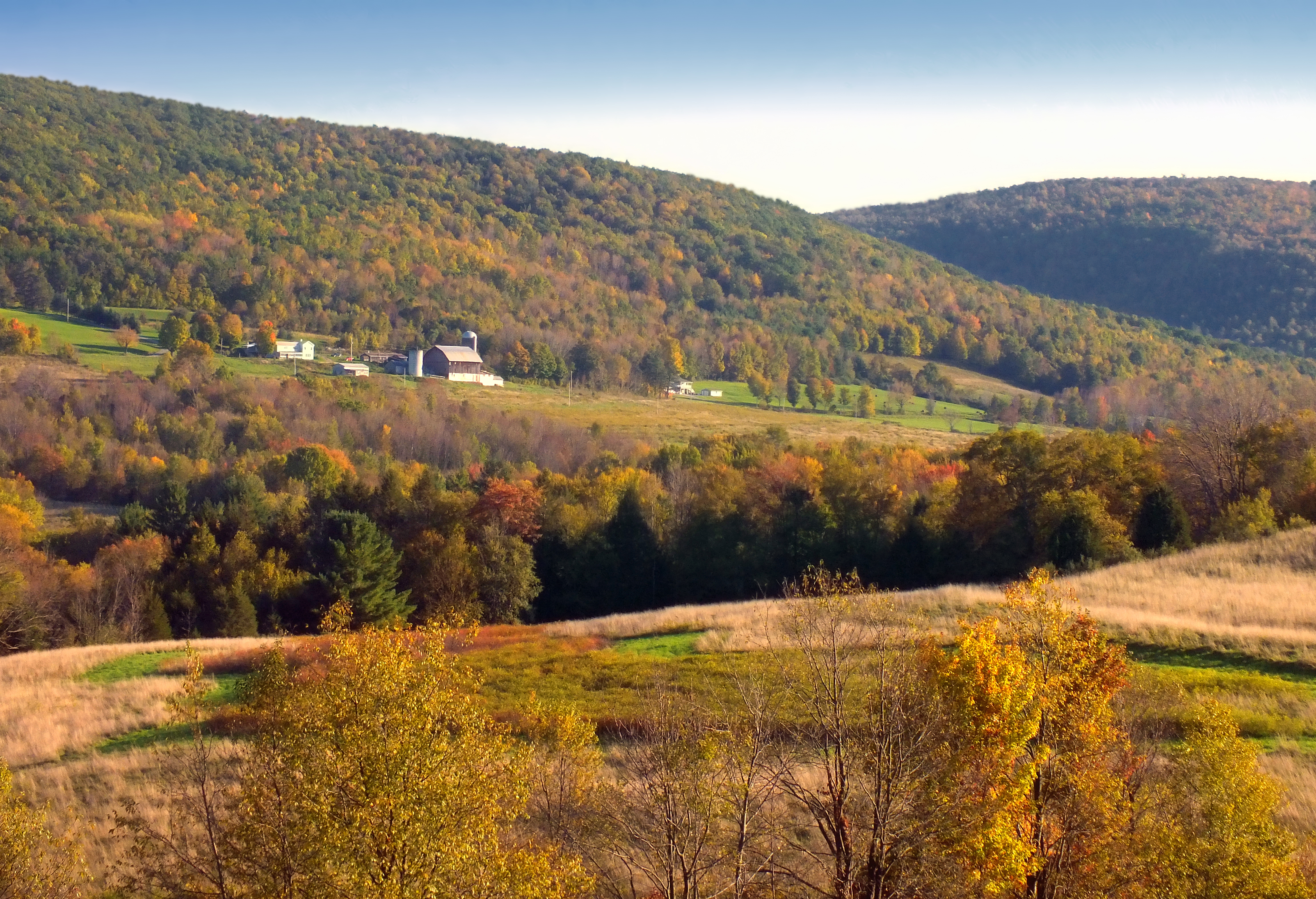
پاییز در بخش شمال شهرستان وایومینگ، پنسیلوانیا

گوناگونی آب و هوای پنسیلوانیا بر اساس طبقه‌بندی کوپن

اگرچه پنسیلوانیا در زمستان سرد و در تابستان شرجی است، اما آب و هواهای گوناگونی دارد. بخش بزرگی از ایالت، به جز گوشه‌ای از جنوب شرقی آن، در سامانه طبقه‌بندی اقلیمی کوپن در دستهٔ اقلیم قاره‌ای مرطوب قرار می‌گیرند. بخش جنوبی ایالت، جز دستهٔ اقلیم نیمه‌گرمسیری مرطوب دسته‌بندی می‌شود که بیشتر دلاور و مریلند را می‌پوشاند.
تابستان‌ها اصولاً گرم و شرجی است. هر چه به سمت ارتفاعات پیش برویم، آب و هوای زمستان‌ها سردتر شده و تعداد روزهای ابری و مقدار بارش برف بیشتر می‌گردد. بخش‌های غربی ایالت، به ویژه مکان‌های نزدیک دریاچه ایری، می‌تواند سالانه بیشتر از ۱۰۰ اینچ (۲۵۰ سانتی‌متر) بارش برف را ببیند. ایالت نیز بارش سالانهٔ خوبی را دریافت می‌نماید. همچنین عبور از بهار و تابستان به پاییز می‌تواند تغییرات آب و هوایی شدیدی را به وجود آورد. طوفان‌هایی که در طول سال رخ می‌دهد گاهی می‌تواند تعدادشان زیاد باشد، از جمله ۳۰ طوفان در سال ۲۰۱۱. البته این طوفان‌های عموماً باعث خسارت سنگینی نمی‌شوند.
| میانگین بالاترین و پایین‌ترین دمای چند شهر پنسیلوانیا در طول سال (به سانتی‌گراد) |        |       |       |       |       |       |       |       |         |       |        |        |
| شهر                                                                            | ژانویه | فوریه | مارس  | آپریل | می    | ژوئن  | ژوئیه | اوت   | سپتامبر | اکتبر | نوامبر | دسامبر |
| اسکرنتون                                                                       | ۰٫۶۶   | ۲٫۸۹  | ۷٫۹۳  | ۱۵٫۲۱ | ۲۱٫۳۷ | ۲۵٫۸۶ | ۲۸٫۱۱ | ۲۷    | ۲۲٫۵۱   | ۱۶٫۳۳ | ۹٫۶۲   | ۳٫۴۶   |
| ایری                                                                           | ۱٫۲۲   | ۲٫۳۳  | ۶٫۸۱  | ۱۳٫۵۴ | ۱۹٫۷۳ | ۲۴٫۷۶ | ۲۷٫۰۱ | ۲۶٫۴۵ | ۲۲٫۵۳   | ۱۶٫۳۶ | ۱۰٫۲۰  | ۳٫۴۸   |
| پیتسبرگ                                                                        | ۲٫۳۳   | ۴٫۰۱  | ۹٫۶۱  | ۱۶٫۸۸ | ۲۱٫۹۳ | ۲۶٫۴۳ | ۲۸٫۶۸ | ۲۷٫۵۶ | ۲۳٫۶۳   | ۱۷٫۴۶ | ۱۰٫۷۵  | ۴٫۰۲   |
| هریسبورگ                                                                       | ۲٫۹۰   | ۵٫۱۳  | ۱۰٫۱  | ۱۶٫۹  | ۲۲٫۴۹ | ۲۷٫۵۶ | ۲۹٫۸۱ | ۲۸٫۶۸ | ۲۴٫۷۵   | ۱۸٫۰۲ | ۱۱٫۸۶  | ۵٫۱۵   |
| فیلادلفیا                                                                      | ۴٫۵۸   | ۶٫۸۲  | ۱۱٫۸۵ | ۱۸٫۰۲ | ۲۳٫۶۳ | ۲۸٫۶۸ | ۳۰٫۹۳ | ۲۹٫۸۲ | ۲۵٫۸۸   | ۱۹٫۷۱ | ۱۳٫۵۵  | ۷٫۳۸   |
| آلن‌تاون                                                                        | ۲٫۳۳   | ۴٫۵۶  | ۹٫۶۰  | ۱۶٫۳۲ | ۲۲٫۴۸ | ۲۶٫۹۸ | ۲۹٫۱۲ | ۲۸٫۱۱ | ۲۴٫۱۸   | ۱۷٫۸۵ | ۱۱٫۲۹  | ۴٫۵۷   |
| منابع:                                                                         |        |       |       |       |       |       |       |       |         |       |        |        |

## پیشینه
در قرن هفدهم، قبیله‌های بومیان آمریکایی همچون آلگونوکیان لینیپ (یا دلاور)، ایروکی سوسکهانوک و پتون در پنسیلوانیا زندگی می‌کردند. از دیگر قبایلی که در زمان استعمار وارد منطقه شدند می‌توان از تروکوا، توتلو، ساپونی، شاونی، ناتیکوک، کونوی پیسکاتاوی، ایروکوا نام برد.
دیگر قبایل، مانند ایری، شاید زمانی در بخشی از سرزمین‌های پنسیلوانیا ساکن بودند، اما در قرن هفدهم دیگر در آنجا سکنی نداشتند.

##### قرن هفدهم

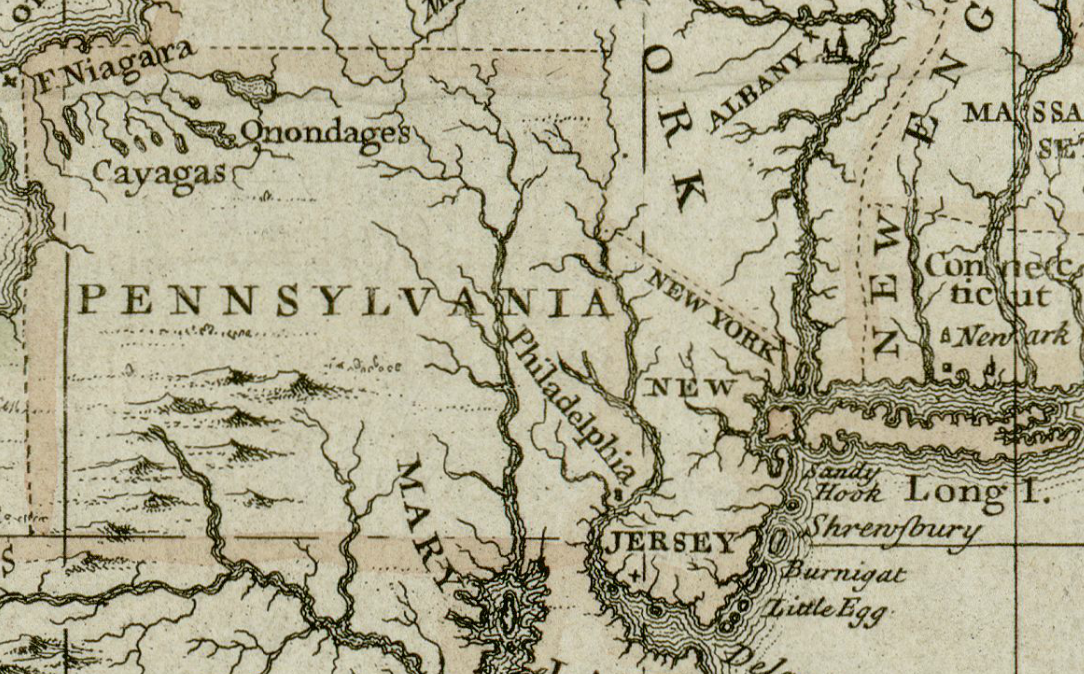
نقشهٔ بریتانیایی پنسیلوانیا در ۱۶۸۰ میلادی

هلندیان و انگلیسی‌ها دو طرف رود دلاور را به عنوان مستعمرهٔ خود تصرف کردند. البته هلندی‌ها پیش از انگلیسی‌ها این منطقه را اشغال نمودند.
در ۳ ژوئن ۱۶۳۱، هلندی‌ها با تأسیس مستعمرهٔ زوانندیل، شبه‌جزیرهٔ دیلماروا را تحت فرمان خود درآوردند. جایی که امروزه لوز، دلاور قرار دارد. در ۱۶۳۸، سوئدی‌ها مستعمرهٔ سوئد نو را در قلعهٔ کریستینا - که در مکان ویلمینگتون امروزی قرار می‌گیرد- تأسیس کردند. سوئدی‌ها توانستند مناطق پایین‌دست رود دلاور، که امروزه جزئی از ایالات دلاور، نیوجرسی و پنسیلوانیاست را تحت کنترل درآوردند اما مستعمره‌های کم و کوچکی را ترتیب دادند.
در ۱۲ مارس ۱۶۶۴، چارلز دوم، پادشاه انگلستان تمام زمین‌های این منطقه را به جیمز دوم، دوک یورک اعطا کرد. این بخشش موجب شد تا کشمکش‌هایی با مستعمرهٔ هلند نو، که بخش‌هایی از پنسیلوانیای امروزی در اختیارش بود، پیش بیاید.

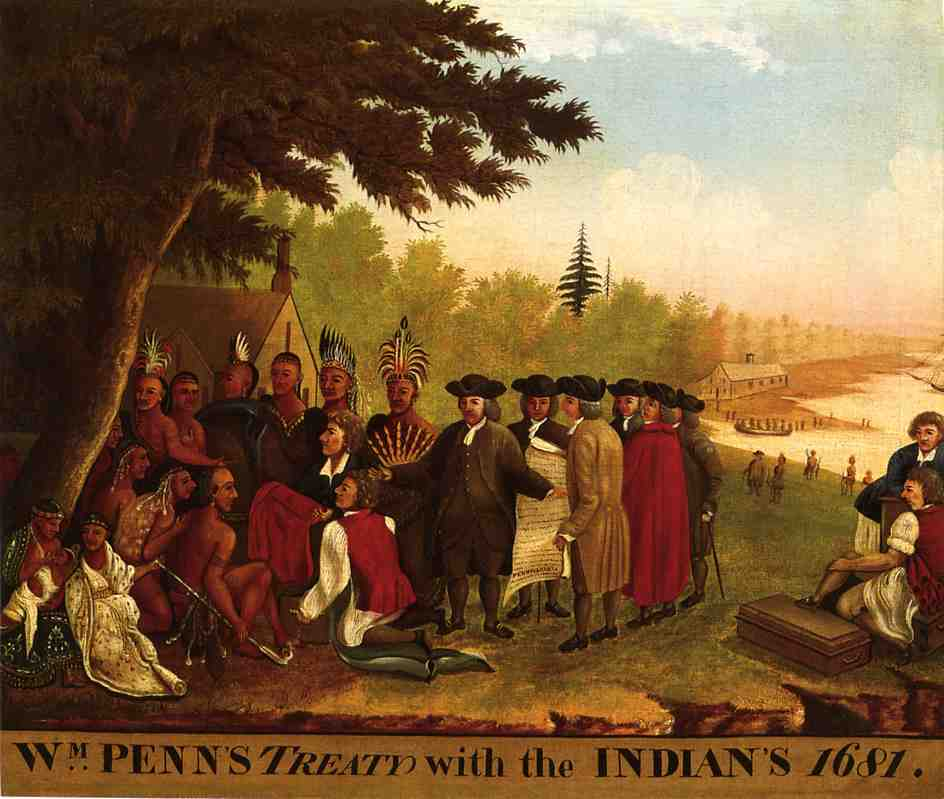
معاهدهٔ پن با سرخپوستان، اثر ادوارد هیکز

۲۴ ژوئن ۱۶۶۴، دوک یورک بخش بزرگی از زمین‌های اعطا شده را که نیوجرسی امروزی را تشکیل می‌دهد، به جان برکلی و جرج کارترت فروخت. این زمین‌های هنوز تحت مالکیت انگلستان نبود و هلندنو بر بخش غربی رود دلاور حکمرانی می‌کرد. ۲۹ اوت همان سال انگلستان تسخیر هلندنو را، با تصرف آمستردام نو با توپ‌های جنگی و کشتی‌هایش، آغاز کرد. این نبردها تا اکتبر ۱۶۶۴ به طول انجامید و سرانجام بریتانیا با تسخیر فورت کاسیمیر در نیوکاسل، دلاویر امروزی هلندی‌ها را از سرزمین‌های نو بیرون راند.

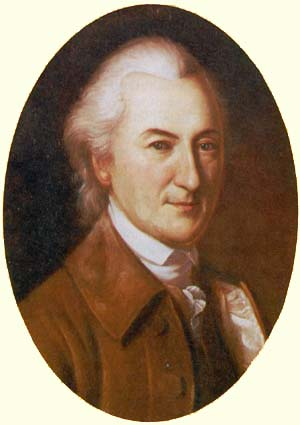
جان دیکنسون

در ۲۱ ژوئیه ۱۶۶۷ پیمان صلح بردا میان انگلیس و هلند منعقد شد. هر چند که این پیمان پایدار نماند.
۱۲ سپتامبر ۱۶۷۲، در خلال جنگ سوم آنگلو-هلندی، هلندیان توانستند دوباره نیویورک را با نام نیوآمستردام تصرف نمایند. ۹ فوریه ۱۶۷۴ با انعقاد پیمان صلح وست‌مینستر جنگ سوم آنگلو-هلندی پایان یافت و تمام سرزمین‌های تصرف‌شده بازگردانده شد. بریتانیا نام‌هایی که هلندیان بر شهرستان‌های مستعمرات گذاشته بودند را حفظ کردند. ۱۱ ژوئن ۱۶۷۴، سرزمین‌های موسوم به آپلند به نیویورک واگذار شد که امروزه مرز میان دلاور و پنسیلوانیا را تشکیل می‌دهد. در ۲۸ فوریهٔ ۱۶۸۱، چارلز دوم برای پرداخت قرض ۱۶٬۰۰۰ پوندی (معادل ۲٬۱۰۰٬۰۰۰ پوند در سال ۲۰۰۸) پدر ویلیام پن امتیاز زمین‌ها را به ویلیام پن پسر اعطا نمود. این یکی از بزرگ‌ترین بخشش زمین به یک شخص در تاریخ است. پادشاه نام آن را به افتخار ویلیام پن پدر، این زمین‌ها را پنسیلوانیا (به معنای جنگل پن) گذاشت. پن پسر، ابتدا می‌خواست نام آنجا را نیوولز و سپس سیلوانیا (به معنای جنگل در زبان لاتین) بگذارد، از تغییر نام پیشنهادی پادشاه سرباز زد. پن در قوانین دولتی سرزمین‌هایش دو نوآوری داشت که هنوز هم در دنیای امروزی استفاده می‌شود: شورای شهر و آزادی ادیان.

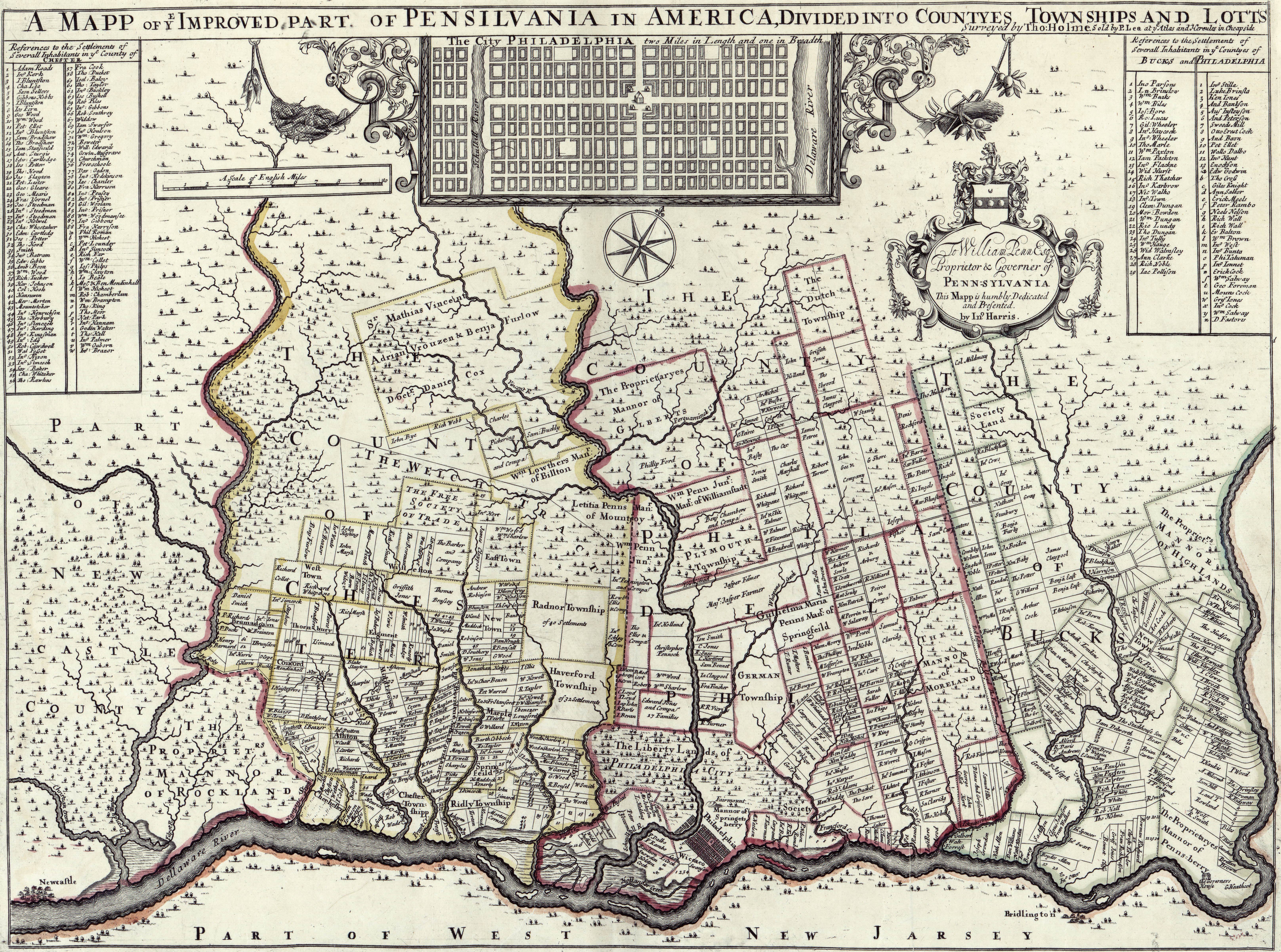
نقشهٔ پنسیلوانیا که به دو شهرستان و شهرک‌هایی تقسیم شده‌است.

زمانی که آپلند به پنسیلوانیا تبدیل شد، با تشکیل دولت استعماری در تاریخ ۴ مارس ۱۶۸۱، ناحیهٔ مرزی پنسیلوانیا-دلاور به شهرستان چستر تغییر نام داد. رهبر کوئیکرها، ویلیام پن، با قبیلهٔ بومیان تامانی پیمان صلحی امضا کرد که موجب یک دورهٔ طولانی از صلح و آرامش میان مهاجران و بومیان شد. پن معاهده‌های دیگری نیز با قبیله‌های دیگر بست. این معاهده‌ها هیچ‌گاه نقض نشدند.

##### قرن هجدهم
از ۱۷۳۰، مستعمرهٔ پنسیلوانیا پول کاغذی خودش را منتشر می‌کرد تا کمبود طلا و نقره در خزانه‌اش را جبران کند، تا اینکه در سال ۱۷۶۴ پارلمان این کار را ممنوع کرد. این پول ارز مستعمره (به انگلیسی: Colonial Scrip)‌نامیده می‌شد. مستعمره ارزبرگ‌هایی منتشر می‌کرد که به اندازهٔ سکه‌های نقره و طلا ارزش داشت، زیرا به‌طور قانونی اجازهٔ شرکت در مناقصه‌ها را داشتند. از آنجایی که این ارزبرگ‌ها توسط دولت منتشر می‌شد نه یک مؤسسهٔ مالی، بدون بهره بود و می‌توانست بخش بزرگی از مخارج دولت را تأمین نماید. همچنین توانست میزان اشتغال را بالا ببرد. البته دولت اعتدال را رعایت می‌کرد و نمی‌گذاشت انتشار بیش از حد این ارزبرگ‌ها باعث ایجاد تورم شود. بنجامین فرانکلین یکی از کسانی بود که در انتشار این پول‌ها دست داشت.
در سال ۱۷۶۳، جیمز اسمیت می‌نویسد: «سرخپوستان باعث شروع تنش شدند و در چند نقطه اهالی سرحدات پنسیلوانیا را کشته و پوست سرشان را کندند.» به علاوه «این ایالت که در آن زمان دولت کوئیکری بر سر کار داشت، هیچ کمکی به مردم مرزنشین نکرد.» این تنش‌ها در آخر بدل به جنگ‌های پونتیاک شدند.

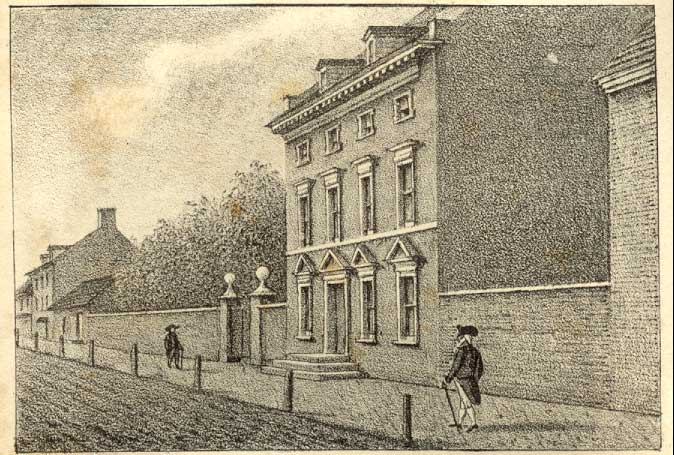
خانهٔ ریاست جمهوری (فیلادلفیا). اوایل دههٔ ۱۷۷۰ این عمارت (عمارت خاندان پن) جایگاه فرماندار پنسیلوانیا بود. پس از آن در زمان ریاست جمهوری جرج واشینگتن و جان آدامز بین سال‌های ۱۷۹۰–۱۸۰۰، در حالی که فیلادلفیا به عنوان پایتخت موقت برگزیده شده بود، به عمارت ریاست جمهوری بدل گشت.

پس از کنگرهٔ قانون تمبر در ۱۷۶۵، جان دیکنسون، نمایندهٔ فیلادلفیا، اعلامیهٔ حقوق و شکایات را نوشت. این کنگره نخستین جلسهٔ مستعمرات سیزده‌گانه بود که ب درخواست مجمع ماساچوست برگزار شد اما تنها نه مستعمره نمایندگان‌شان را فرستادند. دیکنسون «نامه‌هایی از دهقانی پنسیلوانیایی، به ساکنان مستعمرات بریتانیا» را نوشت که در پنسیلوانیا کرونیکلز بین ۲ دسامبر ۱۷۶۷ و ۱۵ فوریهٔ ۱۷۶۸ منتشر شد.
هنگامی که در سال ۱۷۷۴ پدران بنیان‌گذار ایالات متحده آمریکا در فیلادلفیا تشکیل جلسه دادند، دوازده مستعمره نمایندگان خود را به نخستین کنگره قاره‌ای گسیل داشتند. مهٔ ۱۷۷۵، دومین کنگرهٔ قاره‌ای باز هم در فیلادلفیا برگزار شد که اعلامیهٔ استقلال ایالات متحدهٔ آمریکا را نوشته و امضا کردند اما وقتی که شهر توسط نیروهای بریتانیا تسخیر شد، اعضای کنگرهٔ قاره‌ای به سمت غرب متواری شدند و ابتدا در روز شنبه، ۲۷ سپتامبر ۱۷۷۷ در لنکستر و بعدها در یورک با یکدیگر را ملاقات کردند. در آنجا نویسندهٔ اصلی آن‌ها، جان دیکنسون، اصول کنفدراسیون را برای استقلال سیزده ایالت در یک اتحادیهٔ جدید، نوشت. بعدها، برای نوشتن قانون اساسی، فیلادلفیا بار دیگر مهد اتحادیهٔ جدید ایالات بود. پیش‌نویس قانون اساسی در فیلادلفیا تهیه شد و در ساختمان ایالتی پنسیلوانیا، که امروزه به تالار استقلال شهرت دارد، امضا شد؛ همان ساختمانی که اعلامیهٔ استقلال در آن به امضا رسیده بود.
پنسیلوانیا نخستین ایالت بزرگ، و دومین ایالتی بود که قانون اساسی ایالات متحده را در تاریخ ۱۲ دسامبر ۱۷۸۷ تصویب کرد؛ پنج روز بعد از تصویب قانون اساسی در دلاور. در آن زمان این ایالت در میان سیزده ایالت دارای بیشترین تنوع قومی و مذهبی بود. چون یک سوم مردم به زبان آلمانی صحبت می‌کردند، قانون اساسی به این زبان ترجمه شد تا این شهروندان نیز در بحث‌های آن شرکت کنند. کشیش فردریک موهلنبرگ ریاست مجمع تصویب را برعهده داشت. کالج دیکنسون در چارلیزل اولین کالجی بود که پس از اتحاد ایالات شکل گرفت. درست پنج روز بعد از معاهدهٔ پاریس در ۹ سپتامبر ۱۷۸۳. این مدرسه توسط بنجامین راش ساخته شد و پس از مرگ جان دیکنسون به افتخار او نام‌گذاری شد.

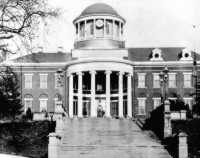
هیلز کپیتول، مقر دولت ایالتی از ۱۸۲۱ تا سوختنش در ۱۸۹۷.

برای نیم قرن مجمع عمومی همسود (بازوی قانونگذاری) جلساتش را در مکان‌های مختلفی در فیلادلفیا برگزار می‌کرد تا اینکه برای ۶۳ سال جلسات خود را در تالار استقلال برگزار کردند. با اینحال حس می‌شد که باید مقر حکومت را به شهری مرکزی‌تر منتقل نمایند. در ۱۷۹۹ مجمع عمومی به کاخ دادگستری لنکستر و بالاخره در سال ۱۸۲۱، به هریسبورگ منقل شد.

##### قرن نوزدهم
مجمع عمومی تا دسامبر ۱۸۲۱ در کاخ دادگستری شهرستان دافین برگزار می‌شد. وقتی که عمارت پارلمانی هیلز (برگرفته از نام معمارش، استفان هیلز) در زمینی به مساحت ۴ هکتار ساخته شد، دولت آن را به عنوان مقر حکومت ایالتی برگزید. این ساختمان در ۲ فوریهٔ ۱۸۹۷، طی یک طوفان سنگین، احتمالاً به دلیل مشکل در دودکش، در آتش سوخت.

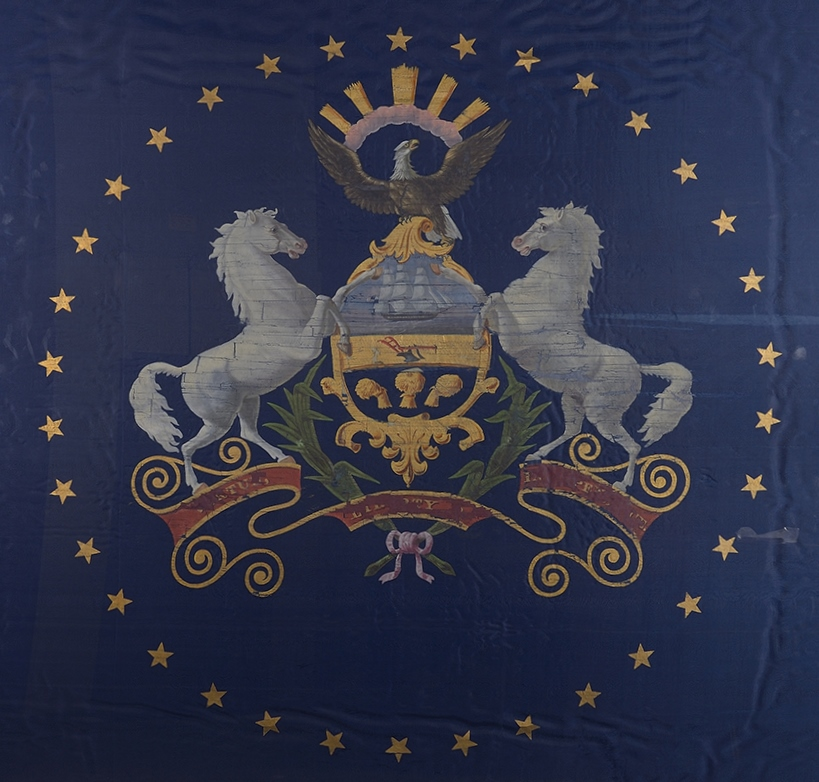
پرچم همسود در ۱۸۶۳

مجمع عمومی تا ساخت ساختمان جدید به اجبار در کلیسای متدیست گریس (که هنوز پابرجاست) برگزار شد. برای ساخت این ساختمان مسابقه‌ای برگزار شد که در آن معمار اهل شیکاگو، هنری ایوس کاب، برای طراح و ساخت بنای جایگزین برگزیده شد؛ اگرچه مجلس ایالتی بودجهٔ نازلی برای اختصاص به این پروژه در اختیار داشت و به همین دلیل یک ساختمان تقریباً ساخته شده و صنعتی را (عمارت ایالتی کاب) برای استفادهٔ دولتی تکمیل کردند. مجمع عمومی این ساختمان را نپذیرفت. خشم سیاسی و عمومی باعث شد تا یک مسابقهٔ معماری دیگر، منحصراً میان معماران پنسیلوانیایی در سال ۱۹۰۱ برگزار شود و در آخر معمار فیلادلفیایی، جوزف میلر هوستون، به عنوان طراح ساختمان ایالتی پنسیلوانیا برگزیده شد. هوستون با ترکیب ساختمانش با ساختمان کاب، توانست یک عمارت باشکوه عمومی را به وجود آورد. کار ساخت این ساختمان در ۱۹۰۷ پایان یافت.
ساختمان ایالتی جدید، بازخوردهایی جنجالی را جذب کرد. گنبد این ساختمان از گنبدهای کلیسای سن پیترو و کاخ سفید تقلید شده بود. رئیس‌جمهور تئودور روزولت آن را «زیباترین ساختمان ایالتی ایالات متحده» خواند و گفت «این زیباترین ساختمانی است که به عمرم دیده‌ام». در ۱۹۸۹ نیویورک تایمز در وصف این ساختمان نوشت: «عالی، حتی در این زمان، همچنین در دسترس برای مردم … یک ساختمان که واقعیت را با زندگی روزمره ارتباط می‌دهد.»
جیمز بیوکنن، از شهرستان فرانکلین، تنها رئیس‌جمهور مجرد تاریخ ایالات متحده (۱۸۵۷–۱۸۶۱)، تنها رئیس جمهوریست که در پنسیلوانیا زاده شده‌است. نبرد گیتزبرگ - نقطهٔ عطف مهمی از جنگ داخلی - نزدیکی شهر گیتزبرگ رخ داد. تخمین زده می‌شود که ۳۵۰٬۰۰۰ پنسیلوانیایی از جمله ۸٬۶۰۰ آفریقای-آمریکایی در ارتش اتحادیه به عنوان داوطلب خدمت می‌کردند.
نخستین چاه نفت در پنسیلوانیا کشف شد. سال ۱۸۵۹ در نزدیکی تیتوسویل ادوین دریک توانست یک حفاری موفق انجام دهد که موجب نخستین قدم‌های بزرگ توسعهٔ صنعت نفت در تاریخ ایالات متحده شد.

##### قرن بیستم

قرارگاه ادارهٔ تسکین فوری فدرال فرانکلین دلانو روزولت برای زنان بیکار، ۱۹۳۴

در آغاز قرن بیستم، اقتصاد پنسیلوانیا بر تولیدات فولاد، درخت‌بری، استخراج زغال‌سنگ، تولید منسوجات، و دیگر اشکال صنایع تولیدی استوار بود. افزایش مهاجرت به ایالت در اواخر قرن نوزدهم و اوایل قرن بیستم موجب شد تا کارگران ارزان‌قیمت در دسترش باشند که معمولاً شامل استخدام کودکان و مردمی می‌شد که نمی‌توانستند انگلیسی صحبت کنند.
در ۱۹۲۳، رئیس‌جمهور کالوین کولیج تحت قانون ویکز ۱۹۱۱، جنگل الگینی را ملی اعلام کرد. این جنگل در بخش شمال غربی ایالت و شهرستان‌های اِلک، فارست، مک‌کین و وارن قرار دارد و مردم برای تولید چوب و محافظت از آب رود الگینی در حوضهٔ رودخانه استفاده می‌کردند.
بزرگ‌ترین رخداد هسته‌ای ایالات متحده، حادثه تری مایل آیلند بود که در یک نیروگاه هسته‌ای تجاری در پنسیلوانیا رخ داد.

#### قرن بیست و یکم
پرواز شماره ۹۳ خطوط هوایی یونایتد، از سری حملات ۱۱ سپتامبر در نزدیکی شنکسویل سقوط کرد و ۴۴ نفر کشته برجای گذاشت.
در نیمهٔ نخست سال ۲۰۰۳، جشنوارهٔ انیمهٔ سالانهٔ تکو در پیتزبورگ برگزار شد.
در اکتبر ۲۰۱۸، حادثهٔ تیراندازی کنیسه پیتسبورگ در کنیسهٔ درخت زندگی در شهر پیتسبورگ از ایالت پنسیلوانیا رخ داد. در این تیراندازی دست کم ۱۱ نفر کشته و تعدادی مجروح شدند.

## مردم‌شناسی
در سال ۲۰۱۹، تخمین زده می‌شود که جمعیت پنسیلوانیا معادل ۱۲٬۸۰۱٬۹۸۹ نفر بوده که نسبت به سال قبلش ۵٬۷۰۱ نفر کاهش و نسبت به سال ۲۰۱۰، ۹۹٬۶۱۰ نفر افزایش داشته‌است. مهاجرت مردم به دیگر ایالات باعث کاهش ۲۷٬۷۱۸ نفر از جمعیت، و مهاجرت افراد خارجی به پنسیلوانیا باعث افزایش ۱۲۷٬۰۰۷ نفری جمعیت شده‌است. از سال ۲۰۰۸ تا ۲۰۱۲، ۵٫۸٪ جمعیت ایالت در کشور دیگری متولد شده بودند.

### محل تولد
۷۴٫۵٪ مردم ایالت در پنسیلوانیا به دنیا آمده‌اند. ۱۸٫۴٪ مردم متولد دیگر ایالات و ۱٫۵٪ متولد پورتوریکو هستند. ۵٫۶٪ مردم نیز در کشوری دیگری متولد شده‌اند. مهاجران خارجی پنسیلوانیا اکثراً اهل آسیا (۳۶٪)، اروپا (۳۵٫۹٪)، و آمریکای لاتین (۳۰٫۶٪) می‌باشند. تعداد کمتری از آن‌ها از آفریقا (۵٪)، آمریکای شمالی (۳٫۱٪) و اقیانوسیه (۰٫۴) آمده‌اند.
بزرگ‌ترین گروه‌ها براساس محل تولد اجداد در زیر آمده‌است. این آمار به صورت درصدی از کل مردمی که در آمارگیری سال ۲۰۱۰ به محل تولد اجدادشان اشاره کرده‌اند، گرفته شده‌است.
- آلمانی ۲۸٫۵٪
- ایرلندی ۱۸٫۲٪
- ایتالیایی ۱۲٫۸٪
- آفریقایی-آمریکایی ۹٫۶٪
- انگلیسی ۸٫۵٪
- لهستانی ۷٫۲٪
- فرانسویان کانادایی ۴٫۲٪

### تفکیک نژادی
| نژاد                                    | ۱۹۹۰  | ۲۰۰۰  | ۲۰۱۰  |
| --------------------------------------- | ----- | ----- | ----- |
| سفیدپوست                                | ۸۸٫۵٪ | ۸۵٫۴٪ | ۸۱٫۹٪ |
| سیاه‌پوست                                | ۹٫۲٪  | ۱۰٪   | ۱۰٫۹٪ |
| آسیایی                                  | ۱٫۲٪  | ۱٫۸٪  | ۲٫۸٪  |
| سرخ‌پوست                                 | ۰٫۱٪  | ۰٫۱٪  | ۰٫۲٪  |
| بومیان هاوایی و دیگر جزایر اقیانوس اطلس | –     | –     | –     |
| دیگر نژادها                             | ۱٫۰٪  | ۱٫۵٪  | ۲٫۴٪  |
| دو یا چند نژاد                          | –     | ۱٫۲٪  | ۱٫۹٪  |

از سال ۲۰۰۰ تا ۲۰۱۰، جمعیت هیسپانیایی‌های پنسیلوانیا ۸۲٫۶٪ افزایش داشته که موجب این می‌شود که پنسیلوانیا بیشترین جمعیت هیسپانیایی‌ها را در کشور داشته باشد. این افزایش جمعیت عمدتاً حاصل مهاجرت به ایالت از پرتوریکو و به مقداری کمتر از جمهوری دومینیکن، مکزیک و کشورهای دیگر آمریکای مرکزی و جنوبی است. همچنین هیسپانیایی‌های نیویورک و نیوجرسی برای راحتی و زندگی بهتر به این ایالت می‌آیند. جمعیت آسیایی‌های ایالت نیز ۶۰٪ افزایش داشته که اکثراً از مردم هندی، ویتنامی و چینی هستند. به همین علت پنسیلوانیا در تعداد آسیایی‌های مقیم ایالت نیز رتبهٔ اول در کشور را دارا می‌باشد. سیاهپوستان و آفریقایی-آمریکاییان ۱۳٪ رشد جمعیت داشتند.
بیشتر مردم هیسپانیک در شهرهای بتهلم، آلن‌تاون، ریدینگ، لنکستر، یورک و فیلادلفیا زندگی می‌کنند. بیشتر جمعیت پنسیلوانیا را سفیدپوستان تشکیل می‌دهند که عمدتاً اصالتی آلمانی، ایرلندی، اسکاتلندی، ولزی، ایتالیایی و انگلیسی دارند. بخش روستانشین جنوب مرکز ایالت در کشور به حضور جوامع آمیش شهرت دارد. درهٔ وایومینگ، شامل اسکرانتون و وایکس-بار، بیشترین جمعیت سفیدپوست ساکن کلان‌شهر را در کشور دارد (۵۰۰٬۰۰۰ نفر یا بیشتر). ۹۶٫۲٪ مردم در این شهر سفیدپوستند و هیچ خون هیسپانیایی‌ای در آن‌ها وجود ندارد.
مرکز آمار پنسیلوانیا در شهرستان پری، منطقهٔ دونکانون قرار دارد.

جمعیت پنسیلوانیا از ۱۷۹۰ تا ۲۰۰۰.

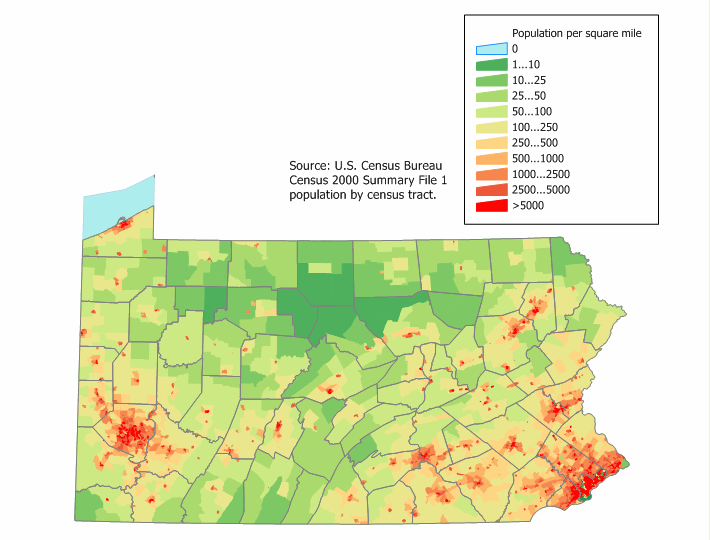
پراکندگی جمعیت پنسیلوانیا

#### سن و فقر
پنسیلوانیا از لحاظ داشتن افراد بالای ۶۵ سال در کشور رتبهٔ چهارم را دارد. (۱۵٫۴٪ جمعیت) همچنین نرخ فقر در سال ۲۰۱۷ ۱۲٫۵٪ بوده، در حالی که میانگین کشوری در ایالات متحده ۱۳٫۴٪ است.
| ایالت          | ٪ از جمعیت |
| -------------- | ---------- |
| فلوریدا        | ۱۷٫۳       |
| ویرجینیای غربی | ۱۶٫۰       |
| مین            | ۱۵٫۹       |
| پنسیلوانیا     | ۱۵٫۴       |
| آیووا          | ۱۴٫۹       |
| مونتانا        | ۱۴٫۸       |
| ورمونت         | ۱۴٫۶       |
| داکوتای شمالی  | ۱۴٫۵       |
| رودآیلند       | ۱۴٫۴       |
| آرکانزاس       | ۱۴٫۴       |

#### زبان
| زبان                              | درصد جمعیت |
| --------------------------------- | ---------- |
| اسپانیایی                         | ۴٫۰۹٪      |
| آلمانی                            | ۰٫۸۷       |
| چینی                              | ۰٫۴۷٪      |
| ایتالیایی                         | ۰٫۴۳٪      |
| فرانسوی                           | ۰٫۳۴٪      |
| روسی و ویتنامی (در هم تنیده شدند) | ۰٫۲۹٪      |
| کره‌ای                             | ۰٫۲۵٪      |
| لهستانی                           | ۰٫۲۱٪      |
| عربی                              | ۰٫۲۰٪      |
| هندی                              | ۰٫۱۷٪      |

سال ۲۰۱۰، ۹۰٫۱۵٪ از جمعیت ساکنان پنسیلوانیا که بیش از پنج سال داشتند (۱۰٬۷۱۰٬۲۳۹) زبان اولشان، انگلیسی بود، در حالی که ۴٫۰۹٪ (۴۸۶٬۰۵۸) به زبان اسپانیایی، ۰٫۸۷٪ (۱۰۳٬۵۰۲) به زبان آلمانی و ۰٫۴۷٪ (۵۶٫۰۵۲) به زبان چینی (زبان ماندارین نیز حساب می‌شود) صحبت می‌کنند. در مجموع ۹٫۸۵٪ از جمعیت بالای پنج سال پنسیلوانیا زبان مادری‌شان، زبانی غیرانگلیسی است.

#### زبان آلمانی پنسیلوانیا
این زبان اغلب به نام زبان داچ پنسیلوانیا (به انگلیسی: Pennsylvania Dutch)‌خوانده می‌شود. در گذشته کلمهٔ Dutch به معنی ژرمن به کار می‌رفت (که شامل هلندی‌ها نیز می‌شد). بعدها نام لاتین آن‌ها جایگزین این عبارت شد اما کلمهٔ Dutch هنوز هم به معنی هلندی به کار می‌رود.

##### مذهب

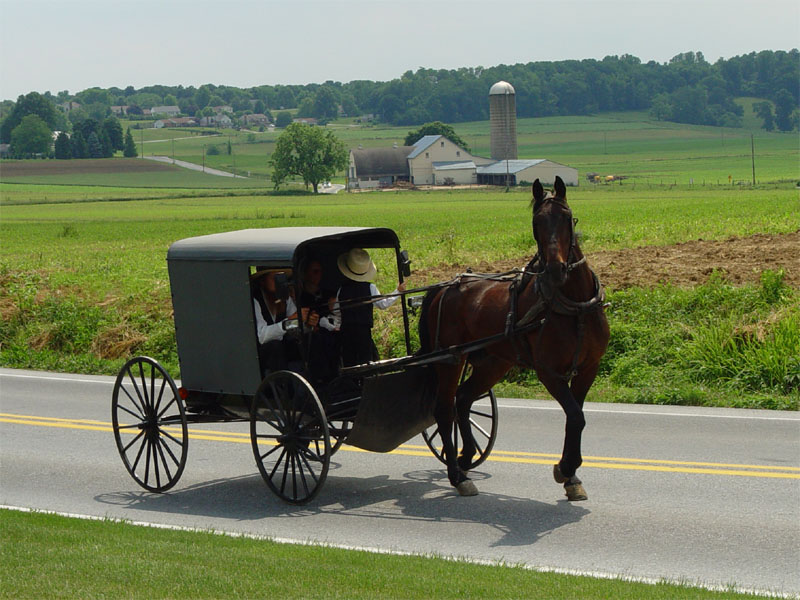
یک خانوادهٔ آمیش سوار بر درشکهٔ سنتی آمیش‌ها.

| مذهب در پنسیلوانیا (۲۰۱۴)        | مذهب در پنسیلوانیا (۲۰۱۴)        | مذهب در پنسیلوانیا (۲۰۱۴) | مذهب در پنسیلوانیا (۲۰۱۴) | مذهب در پنسیلوانیا (۲۰۱۴) |
| -------------------------------- | -------------------------------- | ------------------------- | ------------------------- | ------------------------- |
| مذهب                             | مذهب                             |                           | درصد                      | درصد                      |
| پروتستان                         | پروتستان                         |                           | ۴۷٪                       | ۴۷٪                       |
| کاتولیک                          | کاتولیک                          |                           | ۲۴٪                       | ۲۴٪                       |
| بی‌دین                            | بی‌دین                            |                           | ۲۱٪                       | ۲۱٪                       |
| Other faiths/دیگر مذاهب/نمی‌دانند | Other faiths/دیگر مذاهب/نمی‌دانند |                           | ۰٪                        | ۰٪                        |
| هندو                             | هندو                             |                           | ۱٪                        | ۱٪                        |
| شاهدان یهوه                      | شاهدان یهوه                      |                           | ۱٪                        | ۱٪                        |
| یهودی                            | یهودی                            |                           | ۰٫۸٪                      | ۰٫۸٪                      |
| مسلمان                           | مسلمان                           |                           | ۰٫۶٪                      | ۰٫۶٪                      |

## اطلاعات عمومی
در دوران استعماری، میان مستعمره‌ها تنها آزادی دین در رودآیلند قابل مقایسه با پنسیلوانیا بود. ولتر در مشاهداتش از ایالت در سال ۱۷۳۳، دربارهٔ ویلیام پن می‌نویسد: «فرمانروای جدید چندین قانون خردمندانه در مستعمره‌اش تصویب کرده، که تا امروز نیز باقی مانده‌است. هیچ‌کس به خاطر مذهبش بازخواست نمی‌شود و هر کس به خدای یگانه اعتقاد دارد برادرانه کنار هم زندگی می‌کنند.» یکی از دلایل این آزادی غیرمعمول تنوع مذاهب در ایالت بود که تا به امروز نیز ادامه دارد.
جمعیت پنسیلوانیا در سال ۲۰۱۰، ۱۲٬۷۰۲٬۳۷۹ نفر بود که ۶٬۸۳۸٬۴۴۰ (۵۳٫۸٪) از آن‌ها به یک دین سازمان‌یافته اعتقاد داشتند. طبق گزارش انجمن بایگانی اطلاعات دینی در دانشگاه ایالتی پنسیلوانیا، بزرگ‌ترین گروه دینی پنسیلوانیا، با ۳٬۵۰۳٬۰۲۸ نفر، پیروان کلیسای کاتولیک رومی هستند. کلیسای متدیست متحده ۵۹۱٬۷۳۴ نفر و کلیسای انجیل لوتری ۵۰۱٬۹۷۴ نفر پیرو داشتند.
در سال ۲۰۱۴، پیروان ادیان مختلف به شرح زیر بودند:
- مسیحی ۷۳٪
  - پروتستان ۴۷٪
    - پروتستان اصیل ۲۳٪
    - پروتستان انجیلی ۱۹٪
    - پروتستان سیاه ۵٪

  - کاتولیک رومی ۲۴٪
  - شاهدان یهوه ۱٪
  - مسیحیان ارتدوکس >۱٪
- بی‌دین/نامشخص ۲۱٪
- هندوئیسم ۱٪
- یهودیت ۰٫۰۸٪
- اسلام ۰٫۶٪
- دیگر ادیان ۲٪

طبق نظرسنجی گالوپ در سال ۲۰۱۶، ۳۸٪ مردم پنسیلوانیا به شدت مذهبی، ۲۹٪ نسبتاً مذهبی و ۳۴٪ غیر مذهبی هستند.
از مشاهیر این ایالت اقلیت مسیحی ضد فناوری به نام آمیش‌ها می‌باشد.
همچنین بندر مشهور «پنز لندینگ»، جایی که اولین بار ویلیام پن به آن قدم نهاد در این ایالت می‌باشد. به همین سبب شهر فیلادلفیا را شهر «عشق برادرانه» گویند.
لقب ایالت کویکرها (Quaker State) که برای این ایالت به‌کار می‌رود به فرقه مسیحی کویکرها (انجمن دینی دوستان) اشاره دارد.
جنگل ملی الگینی در این ایالت قرار دارد.

## اقتصاد
در سال ۲۰۱۲، این ایالت تولید ناخالص داخلی ای برابر با ۶۴۷٬۴۴۳ میلیارد دلار داشت، که بیش از تولید ناخالص داخلی کشور سوییس (۶۳۱٬۱۷۳ میلیارد دلار) بود.

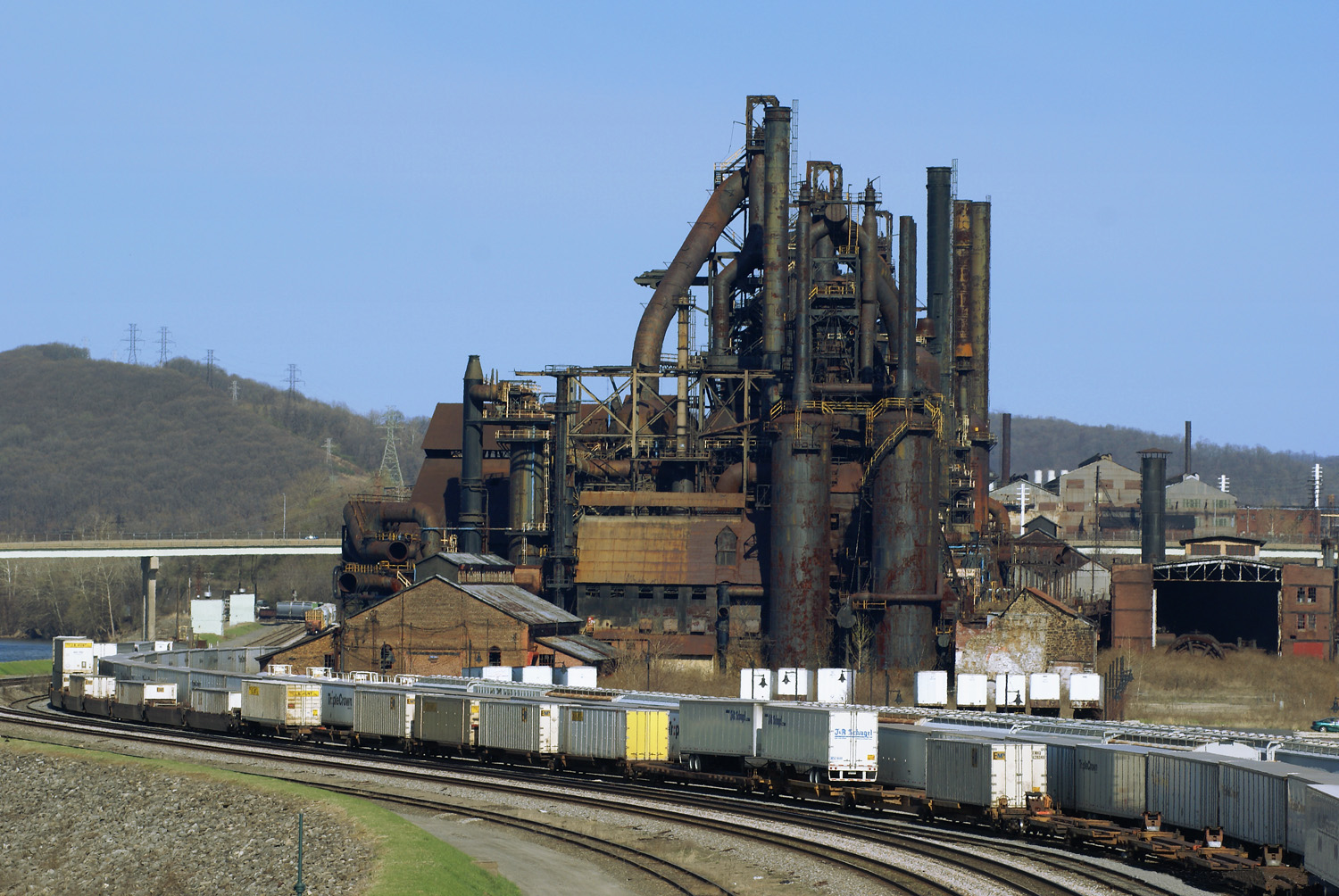
دوتا از بزرگ‌ترین شرکت‌های تولید فولاد در جهان در ایالت پنسیلوانیا قرار دارند. یو.اس. استیل در شهر پیتزبورگ و بتلهم استیل در شهر بتلهم.

پنسیلوانیا در سال ۲۰۱۸ تولید ناخالصی برابر ۸۰۳ میلیارد دلار داشت که در میان ایالات کشور رتبهٔ ششم را کسب می‌کند. اگر پنسیلوانیا یک کشور مستقل بود، نوزدهمین قدرت اقتصادی جهان می‌شد. سرانهٔ تولید ناخالص ملی نیز برای هر نفر معادل ۵۰٬۶۶۵ دلار می‌باشد که در میان ایالات رتبهٔ ۲۲ را کسب می‌کند.
استخدام شدگان در ۲۰۱۶:
- ۵٬۳۵۴٬۹۶۴

تعداد کارفرمایان:
- ۳۰۱٬۴۸۴

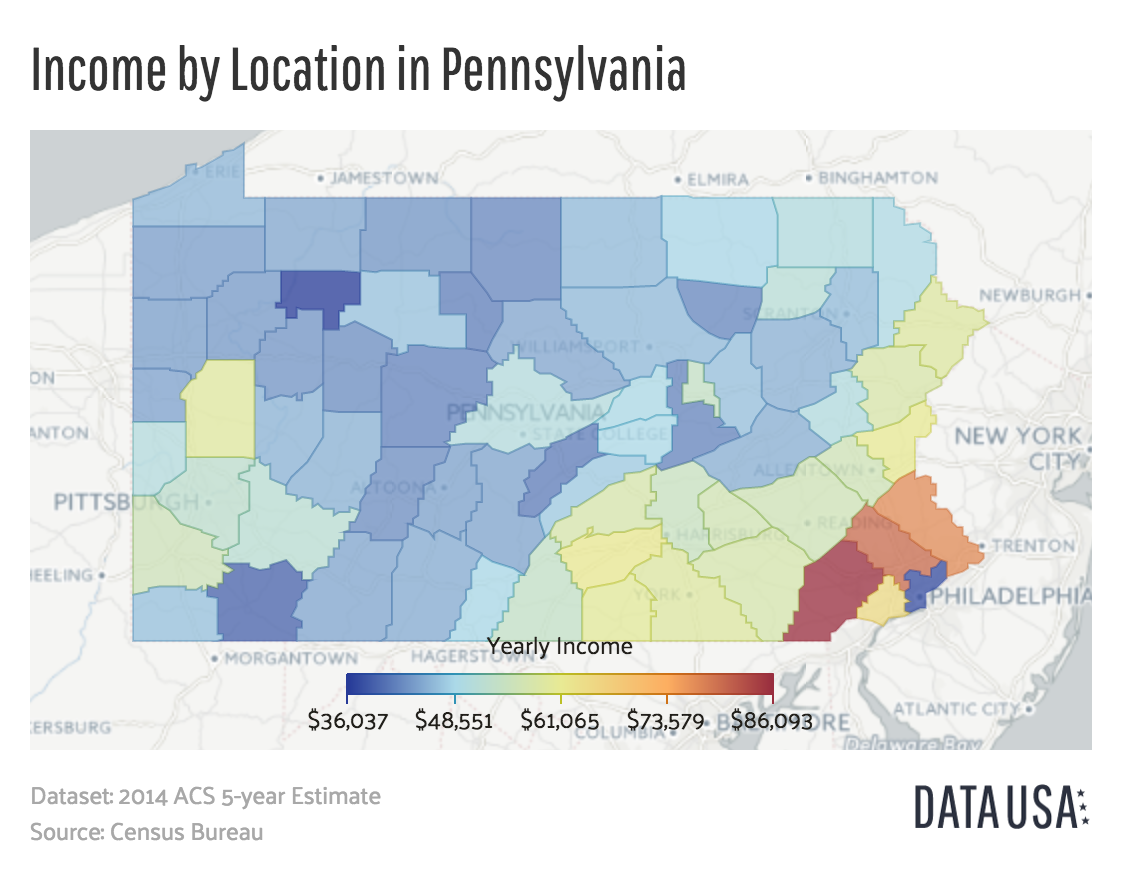
نقشهٔ میانگین درآمد در مناطق پنسیلوانیا. این اطلاعات سال ۲۰۱۴، از طریق تخمین درآمد ۵۰ سال آمریکاییان به دست آمده‌است.

فیلادلفیا در گوشهٔ جنوب شرقی، پیتزبورگ در گوشهٔ جنوب غربی، اسکرانتون-ویلکس-بار در گوشهٔ شمال شرقی و آلن‌تاون-بتلهم-ایستون در مرکز شرقی بزرگ‌ترین مناطق شهری درآمدزای ایالت می‌باشند. فیلادلفیا خانهٔ ۶ شرکت از فرچون ۵۰۰ است که عمدتاً در حومهٔ شهر مثل کینگ آو پراشا قرار دارند. پیتزبورگ نیز ۸ شرکت از فورچون ۵۰۰ را در خود جای داده که صنایع یو.اس.استیل، صنایع پی‌پی‌جی و اچ.جی. هاینز از بزرگ‌ترین آن‌ها می‌باشند. هرشیز، یکی از بزرگ‌ترین شرکت‌های محصولات شکلاتی، در شهر هرشی قرار دارد. همچنین یکی از بزرگ‌ترین شرکت‌های تولیدکنندهٔ لوکوموتیو در آمریکا، جی‌ای ترنسپورتیشن در شهر ایری قرار دارد.
بزرگ‌ترین کارفرمای خصوصی در ایالت، وال‌مارت و سپس دانشگاه پنسیلوانیاست. پنسیلوانیا همچنین دارای قدیمی‌ترین شرکت سرمایه‌گذاری، یورک واتر کمپانی می‌باشد.
در ماه مه ۲۰۲۰، نرخ بیکاری در ایالت ۱۳٫۱٪ بود.
| سال                         | ۲۰۰۵    | ۲۰۰۶    | ۲۰۰۷    | ۲۰۰۸    | ۲۰۰۹    | ۲۰۱۰    | ۲۰۱۱    | ۲۰۱۲    | ۲۰۱۳    | ۲۰۱۴    | ۲۰۱۵    | ۲۰۱۶    |
| --------------------------- | ------- | ------- | ------- | ------- | ------- | ------- | ------- | ------- | ------- | ------- | ------- | ------- |
| تولید ناخالص به میلیون دلار | ۵۰۶٫۵۰۵ | ۵۲۵٫۹۷۹ | ۵۵۹٫۸۷۶ | ۵۷۹٫۴۳۲ | ۵۷۳٫۹۶۴ | ۵۹۶٫۶۶۲ | ۶۱۵٫۴۱۱ | ۶۳۷٫۸۹۶ | ۶۵۹٫۷۹۲ | ۶۸۴٫۷۸۱ | ۷۰۸٫۴۰۲ | ۷۲۴٫۹۳۶ |
| سرانهٔ تولید ناخالص به دلار  | ۴۵٬۰۳۵  | ۴۵٬۰۲۱  | ۴۶٬۳۳۰  | ۴۶٬۸۶۲  | ۴۵٬۳۱۲  | ۴۶٬۳۸۷  | ۴۶٬۸۷۲  | ۴۷٬۵۴۰  | ۴۸٬۲۷۸  | ۴۹٬۱۵۵  | ۵۰٬۴۱۸  | ۵۰٬۹۹۷  |
| رشد حقیقی به ٪              | ۱٫۳٪    | ۰٫۵٪    | ۳٫۳٪    | ۱٫۵٪    | −۲٫۹٪   | ۲٫۷٪    | ۱٫۳٪    | ۱٫۶٪    | ۱٫۶٪    | ۲٫۰٪    | ۲٫۶٪    | ۰٫۹٪    |
| نرخ بیکاری                  | ۴٫۹٪    | ۴٫۷٪    | ۴٫۴٪    | ۵٫۲٪    | ۸٫۲٪    | ۸٫۳٪    | ۸٫۰٪    | ۷٫۹٪    | ۷٫۳٪    | ۵٫۸٪    | ۵٫۳٪    | ۵٫۵٪    |

#### بانکداری
نخستین پروانهٔ مجوز بانک در ایالات متحده در سال ۱۷۸۱، برای بانک آمریکای شمالی در فیلادلفیا صادر شد. پس از چندین ادغام، به مرور این بانک جزئی از ولز فارگو شد.
همچنین نخستین بانکی که زیر نظر قانون بانکداری ملی در سال ۱۸۶۳ مجوز گرفت نیز در پنسیلوانیا جای داشت. در آن سال پس‌انداز و امانت پیتزبورگ یک مجوز کشوری کسب کرد و نامش را به فرست نشنال بانک آو پیتزبورگ تغییر داد. این بانک هنوز تحت نام پی‌ان‌سی وجود دارد و مقرش در پیتزبورگ است. پی‌ان‌سی بزرگ‌ترین بانک ایالت و ششمین بانک بزرگ کشور است.

#### کشاورزی و دامداری
پنسیلوانیا از حیث تولید محصولات کشاورزی و دامپروری، رتبهٔ نوزدهم را داراست.
- رتبه‌نخست در تولید قارچ
- رتبهٔ دوم تولید سیب
- رتبهٔ سوم در تولید درخت کریسمس و تخم‌مرغ
- رتبهٔ چهارم در تولید محصولات گلخانه‌ای و چمن، شیر، ذرت برای سیلاژ، انگور و اسب.

همچنین پنسیلوانیا رتبهٔ هشتم در تولید شراب را نیز دارد.
ادارهٔ کشاورزی پنسیلوانیا با شرکت‌های خصوصی همکاری دارد و نشان «PA Preferred» را به محصولات اعطا می‌کند که نشان می‌دهد این محصول در ایالت پنسیلوانیا رشد کرده یا ساخته شده‌است.
کشاورزی و دامپروری در پنسیلوانیا ۶۶۸۰۰ فرصت شغلی ایجاد می‌کند. همچنین این ایالت در سال ۲۰۱۱ یک میلیون و هفتصد هزار دلار از محصولات کشاورزی و دامپروری‌اش را صاد کرد.

#### صنعت قمار
کازینوهای شرط‌بندی در سال ۲۰۰۴ قانونی شدند. در حال حاضر نه کازینو در سراسر ایالت قرار دارد و سه کازینو نیز در دست ساخت است. در این ایالت شرط‌بندی تنها در مسابقات اسب‌سواری، ماشین‌های اسلات و بازی‌های میز الکترونیکی قانونی است، اگرچه در سال ۲۰۰۹ مذاکرات برای قانونی شدن بازی‌های میزی آغاز شد. بازی‌های میزی مثل پوکر، رولت، بلک جک و کرپس بالاخره در سال ۲۰۱۰ مجوز گرفتند و در روز ۷ ژانویه توسط فرماندار وقت امضا شد.
فرماندار سابق اد رندال قصد داشت بازی‌های پوکر ویدیویی را قانونی کند زیرا در سال ۲۰۰۹ تخمین زده می‌شد که در بارها و باشگاه‌های خصوصی بیش از ۱۷۰۰۰ ماشین پوکر ویدیویی غیرقانونی در ایالت وجود دارد. تحت این طرح هر فروشگاه نوشیدنی الکلی‌ای اجازه داشت تا پنج ماشین در فروشگاهش بگذارد. تمام ماشین‌ها به سامانهٔ رایانه‌ای ایالت متصل شد. ایالت بر درآمد حاصل از شرط‌بندی‌های اینترنتی مالیاتی ۵۰ درصدی وضع کرد، که پس از برد بازیکن باید بپردازد.

#### فیلم
سازمان بودجهٔ فیلم پنسیلوانیا در ۲۰۰۴ آغاز به کار کرد و سعی داشت صنعت فیلمسازی را در ایالت گسترش بدهد.

## دولت

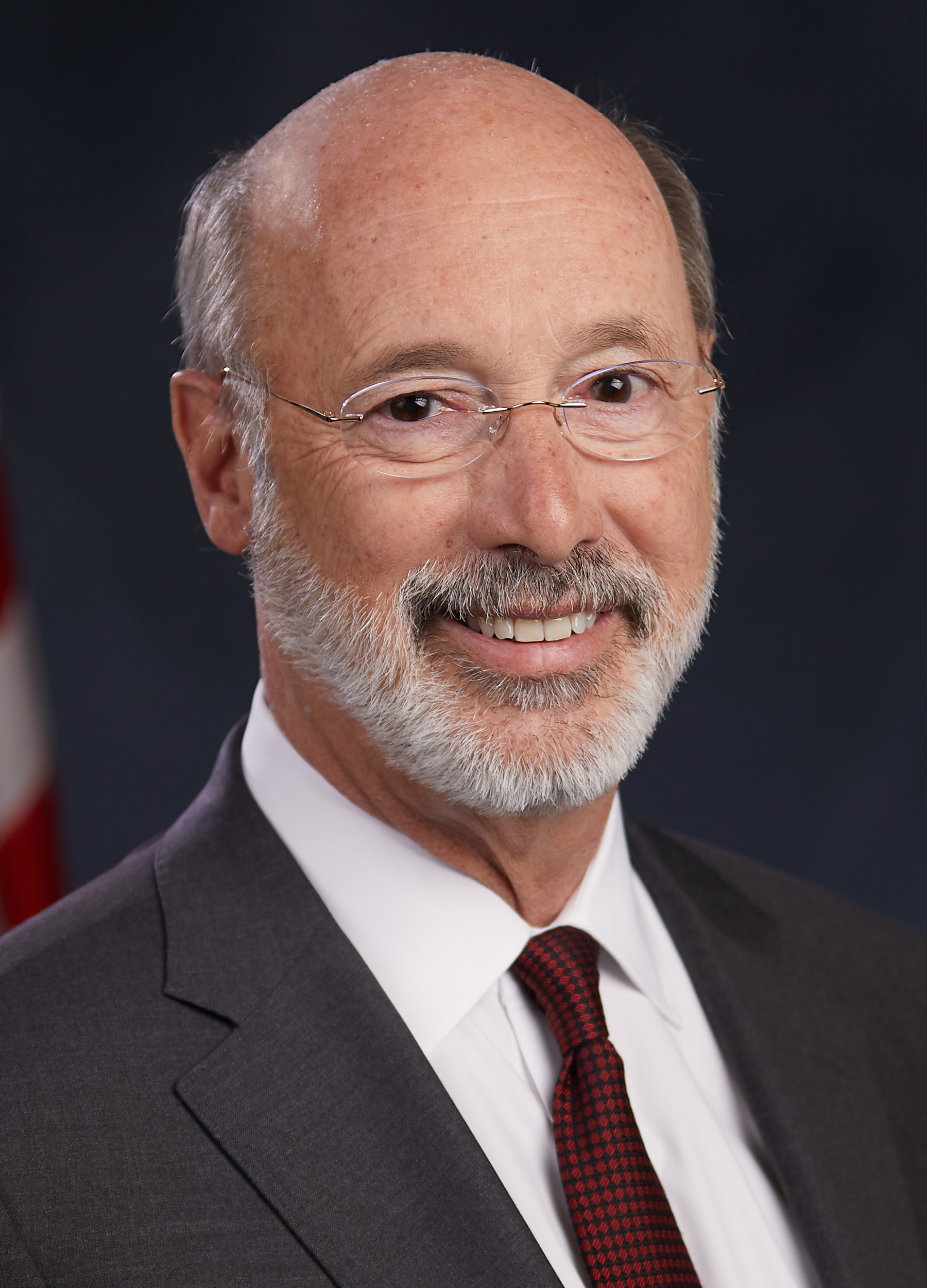
تام ولف چهل و هفتمین فرماندار ایالت از ۲۰ ژانویهٔ ۲۰۱۵

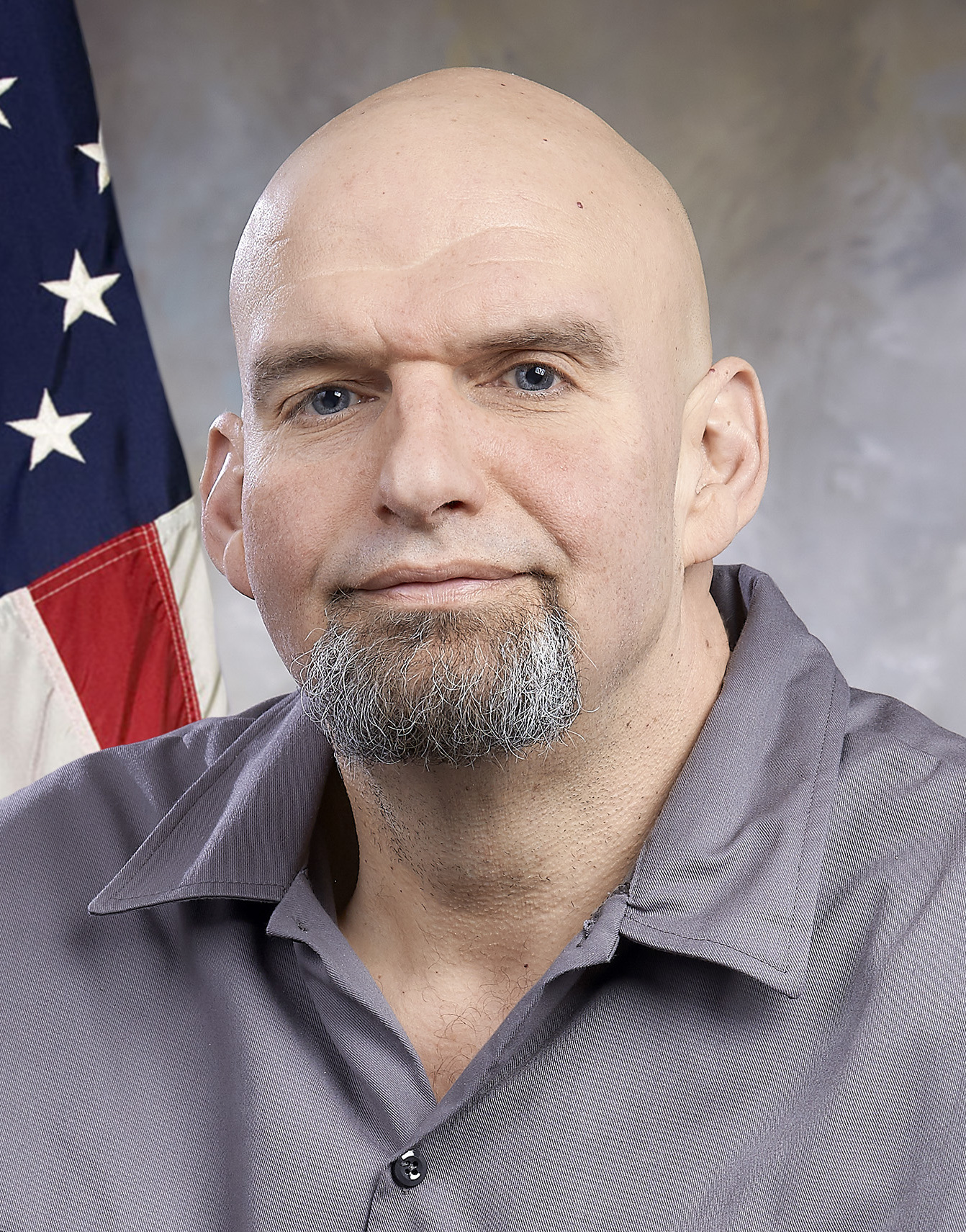
جان فترمن سی و چهارمین معاون فرماندار از ۱۵ ژانویهٔ ۲۰۱۹

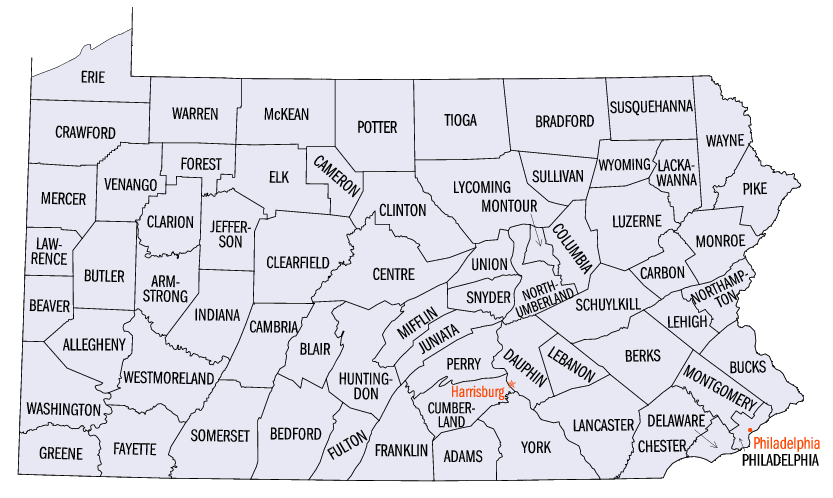
شهرستان‌های پنسیلوانیا

پنسیلوانیا در تاریخش پنج بار قانون اساسی تصویب کرده‌است: ۱۷۷۶، ۱۷۹۰، ۱۸۳۸، ۱۸۷۴ و ۱۹۶۸. پیش از آن برای یک قرن پنسیلوانیا توسط خاندان پن اداره می‌شد. پایتخت پنسیلوانیا شهر هریسبورگ است. مجلس در کاپیتول ایالتی این شهر برگزار می‌شود.

#### شاخهٔ اجرایی
فرماندار فعلی تام ولف است و معاون فرماندار جان فترمن و رئیس خزانهٔ پنسیلوانیا جو تورسلا. فرماندار و معاون فرماندار توانستند برای بار دوم هم در انتخابات پیروز شوند و بر جایشان تکیه زنند. انتخابات پنسیلوانیا با انتخابات ریاست‌جمهوری کشور همزمان انجام می‌شود.

##### شاخهٔ قانونگذاری

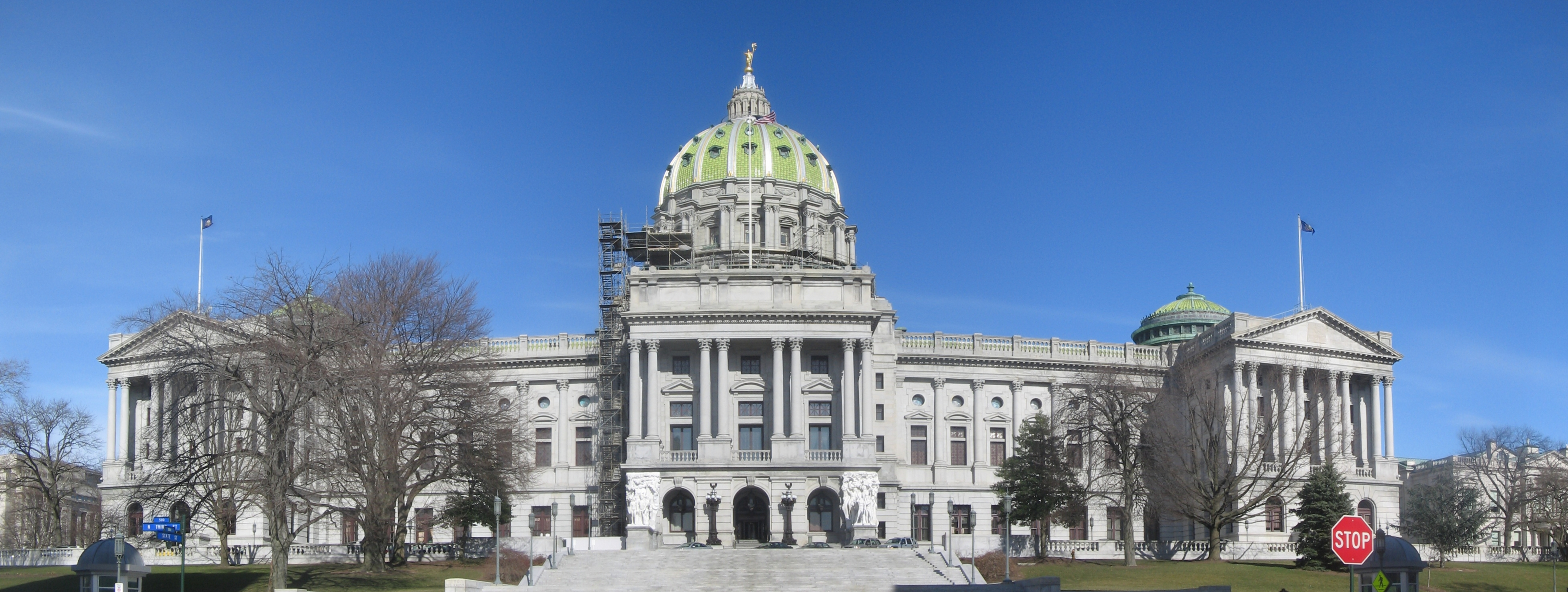
کپیتول پنسیلوانیا در هریسبورگ

پنسیلوانیا از نظام دو مجلسی تبعیت می‌کند که در قانون اساسی همسود در سال ۱۷۹۰ ذکر شده. ویلیام پن و خاندانش یک مجلس در کنار خود داشتند. مجمع عمومی ۵۰ سناتور و ۲۰۳ نماینده دارد. در حال حاضر جو اسکارنتی رئیس سنای ایالت است و جک کورمن رهبر اکثریت و جی کاستا رهبر اقلیت. برایان کاتلر سخن‌گوی مجلس نمایندگان ایالت می‌باشد. کری بنینگف رهبر حزب اکثریت مجلس نمایندگان و فرانک درمودی رهبر حزب اقلیت مجلس نمایندگان هستند. در انتخابات سال ۲۰۱۸، جمهوری‌خواه‌ها اکثریت مجلس را توانستند به دست بیاورند.

##### شاخهٔ دادگستری
پنسیلوانیا به ۶۰ منطقهٔ قضایی تقسیم می‌شود که بیشترشان (به جز فیلادلفیا) قاضی صاحب اختیار دارند. این شخص عمدتاً رئیس جلسات اولیهٔ جرائم جنایی و تخلفات ریاست جمهوری است. تمام جرم‌های کوچک و حملات مجرمانه و پرونده‌های مدنی در دادگاه دادخواست‌های عمومی بررسی می‌شود. دادگاه دادخواست‌های عمومی همچنین نقش دادگاه استیناف را در منطقهٔ قضایی دارند. قاضی کل معمولاً تمام درخواست‌های مطرح شده در دادگاه دادخواست‌های عمومی می‌شنود. همچنین او صلاحیت اصلی برای بررسی احکام نظارت بر شنود ارتباطات مخابراتی را دارد. دادگاه ایالتی تنها به تجدید نظر در مورد دستورها نهایی برخی از سازمان‌های دولتی و برخی موارد مشخص از دادگاه‌های عمومی محدود می‌شود. تمام قاضیان در پنسیلوانیا در انتخابات انتخاب می‌شوند. رئیس عدالت توسط قاضی ارشد مشخص می‌شود.

#### اجرای قوانین ایالتی
پلیس ایالتی پنسیلوانیا مسئولیت اجرای قانون در همسود پنسیلوانیا را دارد.

#### تقسیمات ایالتی

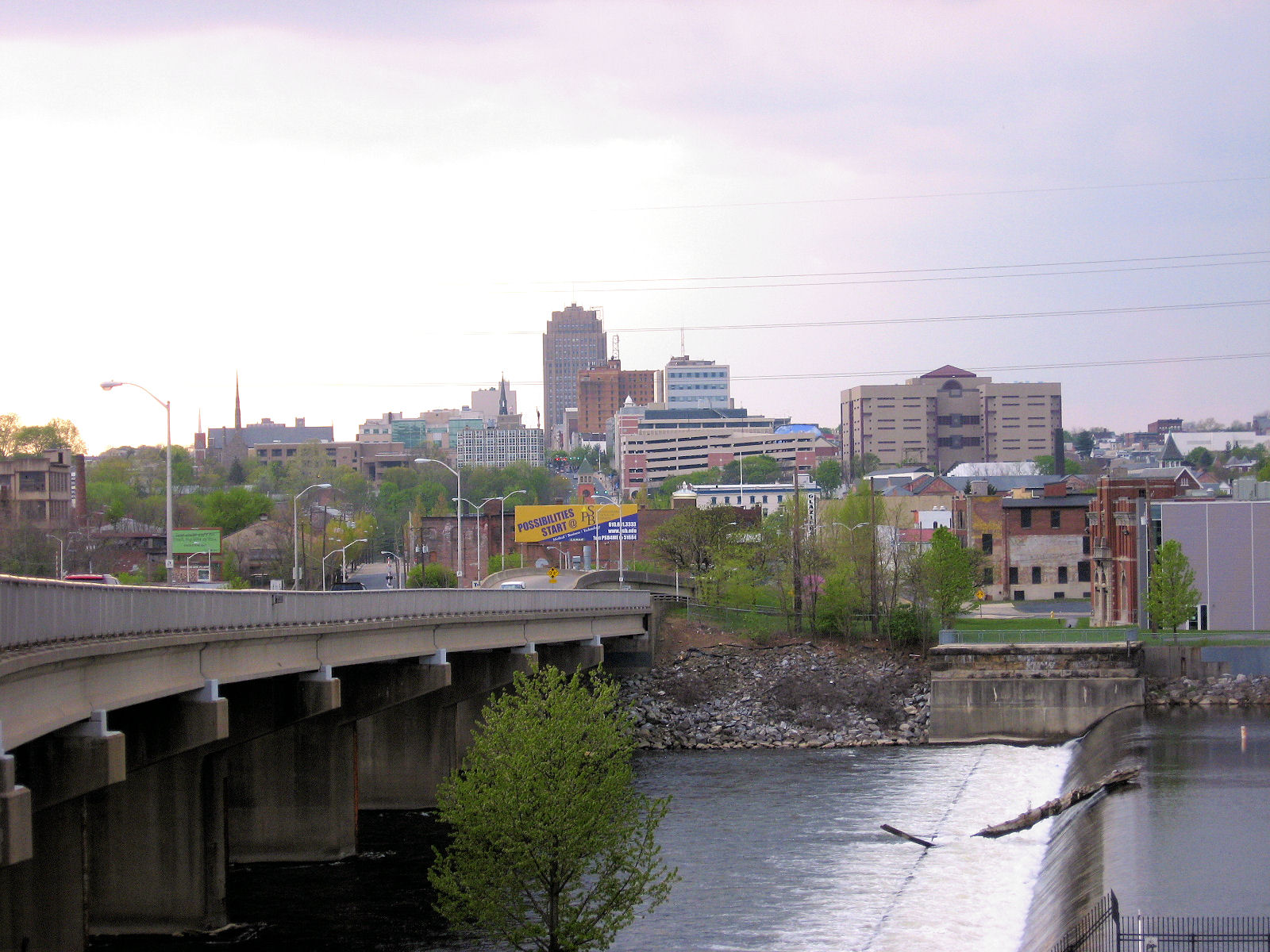
آلن‌تاون، پنسیلوانیا، ۲۰۱۰

پنسیلوانیا به ۶۷ شهرستان تقسیم می‌شود. هر شهرستان نیز به شهرداری‌هایی تقسیم می‌شود که شهر، بخش و شهرک دارند. یک شهرستان، شهرستان فیلادلفیا، یک شهر را در بر می‌گیرد که پس از تصویب حکم تحکیم در ۱۸۵۴ صورت گرفت. پرجمعیت‌ترین شهرستان ایالت فیلادلفیاست، در حالی کم‌جمعیت‌ترین شهرستان شهرستان کمرون است (۵۰۸۵).
در ایالت پنسیلوانیا ۵۶ شهر وجود دارد که از نظر جمعیت به سه دستهٔ کلاس یک، کلاس دو و کلاس سه تقسیم می‌شوند. فیلادلفیا بزرگ‌ترین شهر ایالت است که ۱٬۵۲۶٬۰۰۶ نفر جمعیت دارد و تنها شهر کلاس یک ایالت است. پیتزبورگ (۳۰۵٬۷۰۴) و اسکرانتون (۷۶٬۰۸۹) شهرهای کلاس دوم هستند.
دیگر شهرها از جمله سومین و چهارمین شهر بزرگ ایالت، آلن‌تاون (۱۲۰٬۴۴۳) و ایری تا کوچک‌ترین شهر، پارکر با جمعیت ۸۲۰ نفری در کلاس سوم قرار می‌گیرند. شهرهای کلاس یک و دو توسط شهردار نیرومند از دولت شهردار-شورا اداره می‌شوند اما شهرهای کلاس سوم تنها شهرداری دارند که از دولت شورا-مدیریتی می‌آیند.
بخش‌ها عموماً کوچکتر از شهرها هستند. بیشتر شهرهای پنسیلوانیا نیز پیش از شهر شدن عنوان بخش را داشتند. امروزه ۹۵۸ بخش در پنسیلوانیا وجود دارد که همهٔ آن‌ها توسط شهرداران با قدرت محدود که از دولت شورا-مدیریتی قدرت می‌گیرند، اداره می‌شود. بزرگ‌ترین بخش پنسیلوانیا استیت‌کالج (۴۱٬۹۹۲) است و کوچک‌ترین بخش سنترالیا.
شهرک‌های سومین بخش از تقسیمات ایالتی هستند که به شهرک‌های کلاس یک و کلاس دو تقسیم می‌شوند. در ایالت ۱٬۴۵۴ شهرک کلاس دوم وجود دارد و تنها ۹۳ شهرک عنوان کلاس یک را دریافت کردند. شهرک‌های کلاس دو اگر تراکم جمعیتشان از ۳۰۰ نفر بر مایل مربع (۱۲۰ نفر بر کیلومتر مربع) افزایش یابد به کلاس یک بدل می‌شوند. بزرگ‌ترین شهرک پنسیلوانیا آپر دربی (۸۲٬۶۲۹) است و کوچک‌ترین آن ایست کیتینگ.
تنها یک استثنا در تقسیمات ایالتی وجود دارد: بلومزبرگ در سال ۱۸۷۰ به یک قصبه بدل شد و رسماً تنها قصبهٔ ایالت است. در ۱۹۷۵، شهرک مک‌کندلس قوانین خود را تحت عنوان «قصبهٔ مک‌کندلس» تقسیم کرد اما به شکلی قانونی هنوز تنها یک شهرک کلاس یک است.
تمام ۵۶ شهر، ۹۵۸ بخش، ۹۳ شهرک کلاس یک و ۱۴۵۴ شهرک کلاس دو و یک قصبه (بلومزبرگ) جمعاً ۲۵۶۲ واحد را تشکیل می‌دهند.

##### سیاست

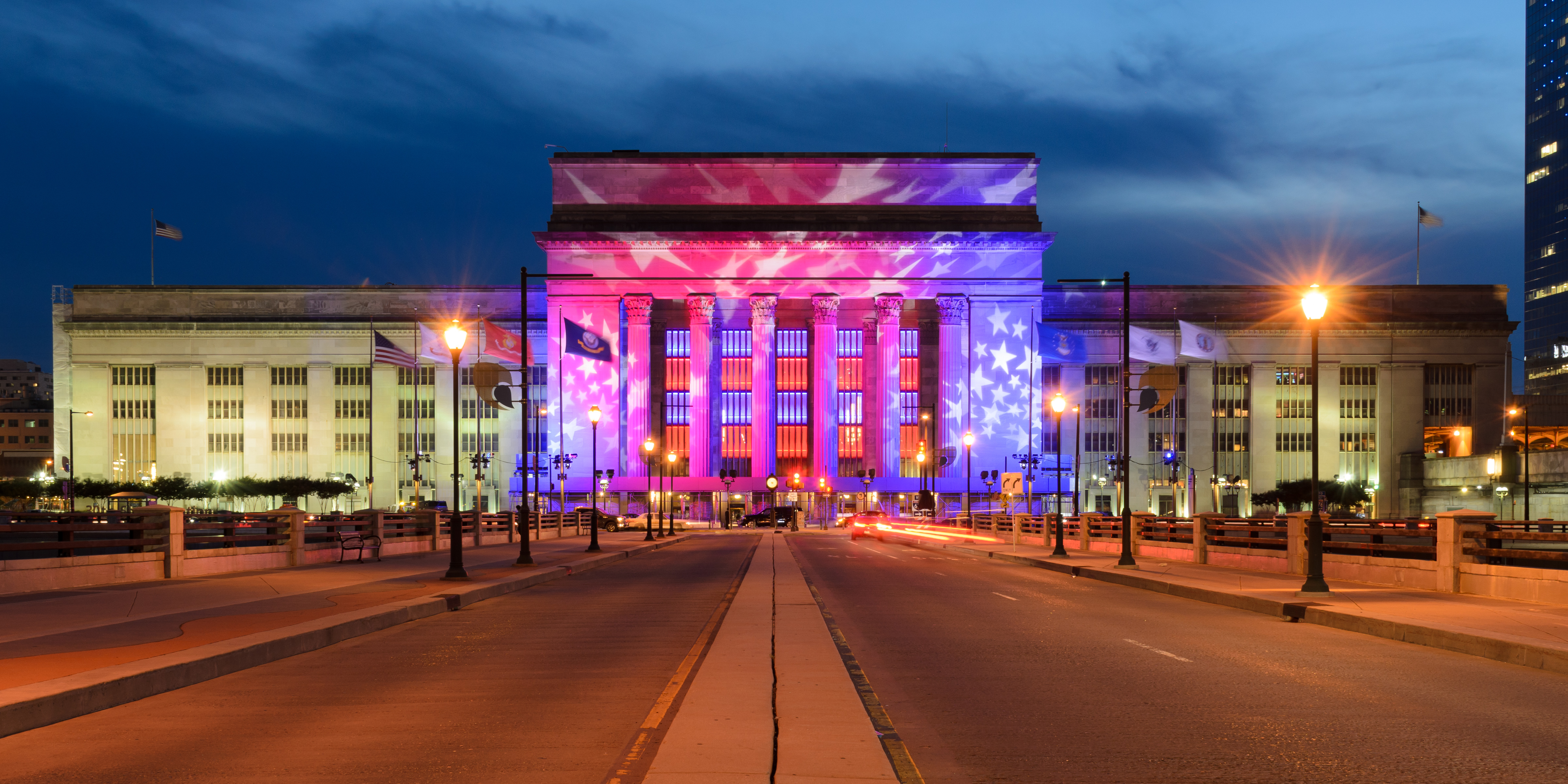
مجمع ملی حزب دموکرات در سال ۲۰۱۶ که در فیلادلفیا برگزار شد.

بیشتر قرن‌های بیستم و بیست و یکم پنسیلوانیا ایالت چرخشی بود که و تنها در سال‌های ۱۹۳۲ و ۱۹۶۸ به کاندیدای بازندهٔ انتخابات ریاست جمهوری رأی بیشتری داده‌اند. از ۱۹۹۲ پنسیلوانیا در انتخابات ریاست جمهوری به حزب دموکرات گرایش پیدا کرد و دوبار بیشترین رأی را بیل کلینتون آورد. در سال ۲۰۰۰ نیز ال‌گور کمی بیش از رقیبش رأی آورد. در سال ۲۰۰۴ جان کری توانست در پنسیلوانیا جرج. دبلیو بوش را شکست دهد و ۲٬۹۳۸٬۰۹۵ (۵۰٫۹۲٪) در مقابل ۲٬۷۹۳٬۸۴۷ (۴۸٫۴۲٪) رأی آورد. در سال ۲۰۰۸، باراک اوباما توانست رقیبش جان مک‌کین را با ۳٬۱۸۴٬۷۷۸ (۵۴٪) در مقابل ۲٬۵۸۴٬۰۸۸ (۴۴٪) شکست دهد. در انتخابات سال ۲۰۱۶ دونالد ترامپ نخستین عضو جمهوری‌خواهی بود که از سال ۱۹۸۸ در ایالت پنسیلوانیا رأی آورد و با ۴۸٫۶٪ توانست رقیبش هیلاری کلینتون را کنار بزند. پنسیلوانیا ۲۰ رأی الکترال دارد.
از سال ۲۰۰۹ تا ۲۰۱۱ سناتورهای پنسیلوانیا از حزب دموکرات بودند که از سال ۱۹۴۷ بی‌سابقه بود. در سال ۲۰۱۰ جمهوری‌خواهان یک کرسی سنا و تعدادی از کرسی‌های پارلمانی را توانستند بار دیگر به دست آورند و کنترل هر دو مجلس ایالتی و فرمانداری نیز تحت اختیار آن‌ها درآمد. در انتخابات ۲۰۱۴ دموکرات‌ها توانستند دوباره بر صندلی فرمانداری ایالت تکیه زنند. این نخستین باری که یک فرماندار در انتخابات مجدد شکست خورد.
قدرت حزب دموکرات در شهرهای فیلادلفیا در جنوب شرقی، پیتزبورگ در جانزتاون جنوب غربی و اسکرانتون/ویلکس-بار در شمال شرقی و قدرت حزب جمهوری‌خواه در حومهٔ فیلادلفیا، مانند بیشتر مناطق روستایی مرکزی و بخش‌های شمال شرقی و غربی متمرکز شده‌است. از سال ۱۹۹۲، هرچند در حومهٔ فیلادلفیا به صورت چرخشی دموکرات‌ها رأی می‌آورند اما جمهوری‌خواهان هوادارانی سنتی در آنجا دارند. حومهٔ پیتزبورگ به صورت تاریخی یکی از مراکز قدرت دموکرات‌هاست که پس از سال ۲۰۰۰ کمی به سمت جمهوری‌خواهان متمایل شده‌اند.
مشاور سیاسی دموکرات‌ها، جیمز کارویل یک بار پنسیلوانیا را اینگونه توصیف کرد: «فیلادلفیا در شرق، پیتزبورگ در غرب و آلاباما در مرکز.» تحلیلگران سیاسی به نواحی مرکزی پنسیلوانیا با عنوان «T» یاد می‌کنند. سه درهٔ دلاور، لی‌های و وایومینگ و پیتزبورگ بزرگ عمدتاً به کاندیداهای دموکرات رأی می‌دهند، در حالی که اکثریت شهرستان‌های بخش‌های مرکزی ایالت جمهوری‌خواهان را بیشتر می‌پسندند. در نتیجه نقشهٔ انتخاباتی ایالتی که شکلی «T» را تشکیل می‌دهد.

#### مالیات
پنسیلوانیا از لحاظ سنگینی مالیات در ایالات متحده رتبهٔ دهم را دارد. ساکنان ۸۳٫۷ میلیارد دلار مالیات می‌پردازند که سرانهٔ مالیات را به ۶۶۴۰ دلار در سال می‌رساند. همچنین ساکنان ایالت ۷۶٪ بار مالیاتی ایالت را بردوش می‌کشند. بسیاری از سیاستمداران ایالتی تلاش کردند که بار مالیاتی منابع دولتی را افزایش دهند. منابع درآمدی پیشنهادی شامل مالیات بر حفاری گاز طبیعی می‌شد زیرا پنسیلوانیا تنها ایالتی است که این نوع مالیات را وضع نکرده‌است. به علاوه سعی کردند با وضع عوارض در بزرگراه‌ها نیز را درآمد جایگزینی بیابند که اصلی‌ترین آن بزرگراه بین ایالتی ۸۰ بود که عمدتاً توسط مسافران ایالت‌های دیگر مورد استفاده قرار می‌گیرد و هزینهٔ نگهداری بالایی دارد.
مالیات فروش ۳۹٪ درآمد همسود را تشکیل می‌دهد. بخش دیگر درآمد مالیاتی از راه مالیات بردرآمد ۳۴٪، مالیات وسایل نقلیهٔ موتوری ۱۲٪ و مالیات بر دخانیات و الکل ۵٪ تأمین می‌گردد. مالیات بردآمد ۳٫۰۷٪ درآمد محاسبه می‌گردد. مالیات بر درآمد شامل هشت نوع زیر می‌شود: دستمزد، بهره، سود سهام، سود خالص یک عملکرد تجاری، حرفه یا مزرعه، سود خالص یا درآمد حاصل از دارایی اموال، سود خالص یا درآمد حاصل از کرایه، مزایا، حق ثبت یا حق تکثیر، درآمد حاصل از املاک یا ودیعه و جایزهٔ بازی‌های قمار و لاتاری.
شهرستان‌ها، شهرداری‌ها و مناطق آموزشی برای املاکشان مالیات می‌دهند. به علاوه برخی از نهادهای محلی مالیات دستمزد درآمدهای شخصی را ارزیابی می‌کنند. عموماً نرخ مالیات بر درآمد ۱٪ است اما برخی شهرداری‌ها با قوانین خاص خود بیش از این مالیات وضع می‌کنند. سی و دو شهرستان از شصت و هفت شهرستان همسود بر دارایی‌های شخصی در سهام، اوراق قرضه و دارایی‌های مشابه مالیات وضع کرده‌اند.
به جز فیلادلفیا، پنسیلوانیا، شهرداری‌ها و مناطق آموزشی بقیه مراجع محلی اجازه دارند براساس قانون ۳۲ مالیات بر درآمد محلی در نظر بگیرند. ساکنان این شهرداری‌ها و مناطق آموزشی موظفند تا علاوه بر مالیات ایالتی و فدرال، اظهارنامه‌های محلی را نیز پر بکنند. این بازپرداخت‌های توسط یک آژانس جمع‌آوری خصوصی جمع‌آوری می‌شود. (مثل برکهیمر کی‌استون کالکشن یا جردن تکس سرویس).
فیلادلفیا سامانهٔ مالیاتی خودش را دارد که براساس آن کارفرمایان موظفند تا مالیات بر درآمد را از دستمزد کارمندانشان کم نمایند. ساکنانی از فیلادلفیا که تحت نظر یک کارفرما مشغول به کار هستند، تا موقعی که کارفرما مالیات بر درآمد را از دستمزد آن‌ها بپردازد، نیازی نیست که مالیات محلی‌ای پرداخت نمایند. اگر کارفرما این کار را نکند، ساکنان موظفند تا در اداره درآمد اظهارنامهٔ مالیاتی پر نمایند. ساکنینی که کارهای شخصی دارند باید مالیات سود خالص خود را بپردازند، در حالی که افرادی که در فیلادلفیا کسب درآمد می‌کنند باید مجوز فعالیت تجاری و مالیات بردرآمد را پرداخت کنند.
کارشناسان پیچیدگی سامانهٔ تشکیل پروندهٔ مالیاتی محلی پنسیلوانیا را مورد انتقاد قرار دادند. تلاش‌هایی برای انتقال وجوه مالیات بر درآمد محلی به سطح ایالتی (یعنی وجود بخشی محلی‌ای در اظهارنامهٔ مالیاتی ایالت که در ایالات نیویورک، مریلند، ایندیانا و آیووا انجام می‌شود) صورت گرفت که با شکست مواجه شد.

##### نمایندگان فدرال
پنسیلوانیا دو سناتور دارد که در حال حاضر باب کسی جونیور از حزب دموکرات و پات تومی از حزب جمهوری‌خواه این سمت را برعهده دارند.
همچنین پنسیلوانیا، براساس سرشماری ۲۰۱۰، هجده نماینده در مجلس نمایندگان ایالات متحده دارد.

## آموزش
پنسیلوانیا ۵۰۰ مدرسهٔ عمومی، هزاران مدرسهٔ خصوصی، کالج‌ها و دانشگاه‌های عمومی و بیش از ۱۰۰ مؤسسهٔ آموزش عالی خصوصی دارد.

### آموزش ابتدایی و متوسطه
عموماً تحت قانون ایالت، مدرسه برای کودکان، از۸ تا ۱۷ سالگی یا فارغ‌التحصیلی از دبیرستان، اجباری است. بنابرآمار سال ۲۰۰۵، ۸۳٫۸٪ ساکنان ۱۸ تا ۲۴ سال پنسیلوانیا دبیرستان را تمام کردند. ۸۶٫۷٪ از مردم بالای ۲۵ سال نیز مدرک فارغ‌التحصیلی از دبیرستان دارند.
علاوه بر این، ۲۷٫۵٪ مردم برای گرفتن لیسانس یا مدارک بالاتر تلاش می‌کنند. دانش‌آموزان ایالت همواره در امتحان‌های استاندارد ملی نتایج قابل قبولی به دست آوردند. در ۲۰۰۷، دانش‌آموزان پنسیلوانیا در علوم ریاضی رتبهٔ ۱۴، در مهارت خواندن رتبهٔ ۱۰ و در مهارت نوشتاری رتبهٔ ۸ را کسب کردند.
در سال ۱۹۸۸، مجمع عمومی پنسیلوانیا قانون ۱۶۹ را تصویب کرد که اجازه می‌دهد والدین یا سرپرست کودکان کودکان را به حای تحصیل حضوری اجباری در مدرسه، در خانه آموزش دهند. این قانون مشخص می‌کند که نیازها و مسئولیت‌های والدین و منطقهٔ آموزشی‌ای که آن‌ها در آنجا ساکن هستند، چیست.

### آموزش عالی
سامانهٔ ایالتی آموزش عالی پنسیلوانیا یک سامانهٔ دانشگاه عمومی در همسود است که ۱۴ مؤسسهٔ آموزشی دولتی را زیر نظر دارد. دانشگاه وست چستر میان این ۱۴ مؤسسه بیشترین دانشجو را دارد. سامانهٔ همسود آموزش عالی نیز چهار مؤسسهٔ آموزشی را ساماندهی می‌کند. این دانشگاه‌ها دانشگاه ایالتی پنسیلوانیا، دانشگاه لینکلن، دانشگاه پیتزبورگ و دانشگاه تمپل هستند. این مؤسسات کاملاً مستقل هستند و تنها در مواردی بودجهٔ ایالتی دریافت می‌کنند. همچنین ۱۵ کالج اجتماعی عمومی و مدرسهٔ فناوری خارج از سامانهٔ ایالتی آموزش عالی پنسیلوانیا مشغول به کار هستند. به علاوه چندین مدرسهٔ فناوری، کالج و دانشگاه خصوصی نیز در پنسیلوانیا، با ارائهٔ دو ساله و چهار ساله وجود دارد.
دانشگاه کارنگی ملون، دانشگاه ایالتی پنسیلوانیا، دانشگاه پنسیلوانیا و دانشگاه پیتزبورگ در انجمن دانشگاه‌های آمریکایی عضو هستند. این انجمن تنها از دانشگاه‌های تحقیقاتی پیشرو دعوت به عمل می‌آورد. دانشگاه له‌های یک دانشگاه تحقیقاتی خصوصی است که در بتلهم قرار گرفته‌است. دانشگاه ایالتی پنسیلوانیا در زمین اعطایی دولت ساخته شده‌است. دانشگاه پنسیلوانیا در فیلادلفیا، اولین دانشگاه ایالات متحده خوانده می‌شود و نخستین مدرسهٔ پزشکی کشور را نیز همین دانشگاه ارائه داد. دانشگاه پنسیلوانیا همچنین تنها دانشگاه ایالت و از لحاظ جغرافیایی، جنوبی‌ترین دانشگاه آیوی لیگ است. کالج پزشکی دریاچهٔ ایری نیز یک مؤسسهٔ خصوصی پزشکی، دندانپزشکی و داروسازی است که پردیس اصلی آن در ایری قرار دارد و پردیس‌های وابسته‌ای در گرینزبرگ و خارج ایالت (دو پردیس) دارد. این مؤسسهٔ پزشکی با ۲۲۰۰ دانشجو بزرگ‌ترین مدرسهٔ پزشکی ایالات متحده است. آکادمی هنرهای زیبای پنسیلوانیا اولین و قدیمی‌ترین مدرسهٔ هنر کشور است. کالج داروسازی فیلادلفیا که امروزه جزئی از دانشگاه علوم فیلادلفیاست، نیز نخستین مدرسهٔ داروسازی ایالات متحده است.
- دانشگاه پنسیلوانیا
- دانشگاه کارنگی ملون
- دانشگاه ایالتی پنسیلوانیا
- دانشگاه درکسل
- دانشگاه پیتسبورگ
- دانشگاه تمپل
- دانشگاه لی‌های

## سرگرمی

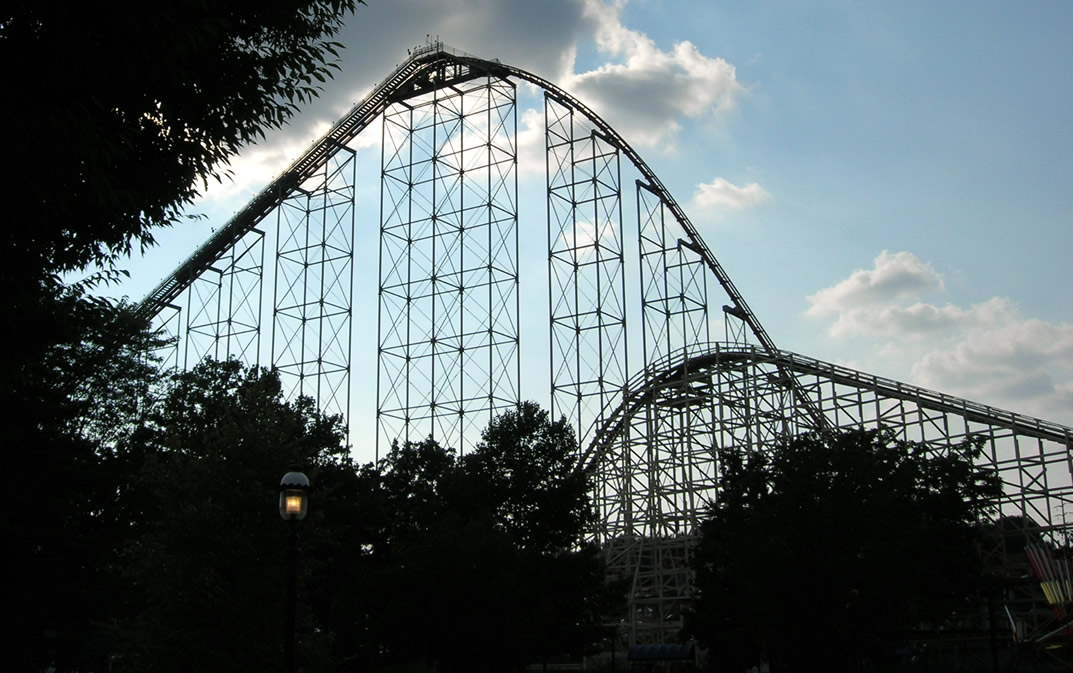
هایپرکوسترهای استیل فورس و تاندرهاوک در پارک دورنی شهر آلن‌تاون

باغ وحش فیلادلفیا نخستین باغ وحش کشور است. دیگر باغ وحش‌های معتبر ایالت شامل باغ وحش ایری، باغ وحش و آکواریوم پیتزبورگ می‌شوند. باغ وحش له‌های ولی و زوآمریکا نیز دیگر موارد قابل ذکرند. همچنین ایالت به داشتن تعدادی از بهترین موزه‌های کشور افتخار می‌کند مثل موزهٔ کارنیج در پیتزبورگ، موزهٔ هنر فیلادلفیا و چند مورد دیگر. یکی از موزه‌های خاص ایالت، موزهٔ هودینی در اسکرانتون است که تنها ساختمی در جهان است که به یک شعبده‌باز افسانه‌ای می‌پردازد. همچنین باغ پردندگان ملی نیز در پیتزبورگ واقع شده‌است.
تمام ۱۲۱ پارک ایالتی پنسیلوانیا میزبان رایگان مراجعه‌کنندگان است. همچنین پنسیلوانیا تعدادی از قابل توجه‌ترین پارک‌های سرگرمی کشور را دارا می‌باشد مثل ساحل کمل، پارک دریاچه‌ای کونایوت، پادشاهی آب وحشی و پارک دورنی، داچ واندرلند، پارک سرگرمی دل گروسو، هرشی‌پارک، ایدلویلد پارک، کنیوود نوبلز، لیکمونت پارک، پارک آبی سندکسل و منطقهٔ اقامتی گریت ولف. پنسیلوانیا همچنین بزرگ‌ترین پارک آبی سرپوشیدهٔ ساحل شرقی را دارا می‌باشد؛ اسپلش لاگون در ایری.
چند جشنوارهٔ موسیقی بزرگ نیز در پنسیلوانیا برگزار می‌گردد مثل موزیکفست و ان‌ای‌اِی‌آرفست در بتلهم، جشنوارهٔ موسیقی فولکلور فیلادلفیا، جشنوارهٔ کریشن، نمایشگاه بزرگ آلن‌تاون و پرپل دُر.
نزدیک به یک میلیون شکارچی مجاز در پنسیلوانیا وجود دارد. گوزن دم‌سفید، گوزن سیاه، خرگوش دم‌پنبه‌ای، سنجاب و بوقلمون از شکارهای متداول در این ایالتند. پنسیلوانیا، به همراه آلاباما و تگزاس یکی از بهترین مناطق شکار بوقلمون وحشی در کشور است. شکار در پنسیلوانیا یکی از راه‌های تقویت اقتصادی ایالت است. طبق یک گزارش از مرکز روستایی پنسیلوانیا (یک آژانس وابسته به مجمع عمومی پنسیلوانیا) شکار، ماهی‌گیری و تولید خز ۹٫۶ میلیارد دلار برای ایالت درآمد دارد.
باشگاه بون و کراکت پنج‌تا از ده خرس سیاه بزرگ (از لحاظ اندازهٔ جمجمه) در اختیار دارد. همچنین بون و کراکت رکورد بزرگ‌ترین شکار خرس سیاه با وزن ۳۳۲ کیلوگرم ثبت کرده‌است. بزرگ‌ترین خرس مرده در سال ۱۹۷۵ در یوتا یافت شد. پس از آن، دومین خرس بزرگ مرده در سال ۱۹۸۷ در پنسیلوانیا توسط یک شکارچی غیرقانونی کشته شد. همچنین بون و کراکت با رکورد شکار ۱۸۳ خرس سیاه، پس از ۲۹۹ عدد ویسکانسین، جایگاه دوم را دارند.

## ترابری

### جاده
ادارهٔ ترابری پنسیلوانیا که به‌اختصار پن‌دات (به انگلیسی: PennDOT)‌خوانده‌می‌شود، ۳۹٬۸۶۱ مایل (۶۴٬۱۵۰ کیلومتر) از ۱۲۱٬۷۷۰ مایل (۱۹۵٬۹۷۰ کیلومتر) جاده‌های ایالتی را تحت کنترل دارد، که باعث می‌شود به پنجمین سامانهٔ بزرگراهی بزرگ کشور بدل گردد. سامانهٔ «شاهراه پنسیلوانیا» ۵۳۵ مایل (۸۶۱ کیلومتر) طول دارد که بخش اصلی آن اوهایو را به پنسیلوانیا و نیوجرسی متصل می‌کند. این راه توسط کمیسیون شاهراه پنسیلوانیا اداره می‌شود. دیگر جادهٔ بزرگ شرقی-غربی، بزرگراه میان‌ایالتی ۸۰ از اوهایو آمده و با گذر از شمال ایالت به سمت نیوجرسی و شکاف آبی دلاور می‌رود. بزرگراه میان‌ایالتی ۹۰ یک بزرگراه با طول کم است که با گذر از منتهاالیه شمال‌غربی ایالت و شهرستان ایری به سمت نیویورک می‌رود.
راه‌های اصلی شمالی-جنوبی یکی بزرگراه میان‌ایالتی ۷۹ است از پایانهٔ ایری به سمت پیتزبورگ و ویرجینای غربی می‌رود. دیگری بزرگراه میان‌ایالتی ۸۱ از نیویورک به سمت اسکرانتون و هریسبورگ و سپس مریلند رهسپار می‌شود و درپایان، بزرگراه میان‌ایالتی ۴۷۶، که از ۷ مایلی (۱۱ کیلومتر) مرز دلاور در چستر آغاز شده و پس از طی ۱۳۲ مایل (۲۱۲ کیلومتر) به کلارک اسمیت می‌رسد و به بزرگراه میان‌ایالتی ۸۱ می‌پیوندد. بزرگراه جنوبی خط اصلی شاهراه پنسیلوانیا به شکل رسمی «بزرگراه یادمان کهنه‌سربازان» نام دارد اما مردم محلی به آن «جادهٔ آبی» می‌گویند.

### راه‌آهن
سازمان ترابری جنوب شرقی پنسیلوانیا (سپتا) ششمین آژانس بزرگ ترابری در ایالات متحده است و خدمات راه‌آهن حومه، راه‌آهن سنگین و قطار سبک شهری و به‌طور اختصاصی در فیلادلفیای بزرگ اتوبوس شهریارائه می‌دهد. ادارهٔ بندرها شهرستان الگینی بیست و پنجمین آژانس بزرگ کشور است و خدمات اتوبوس شهری و قطار سبک شهری در حومهٔ پیتزبورگ ارائه می‌کند.

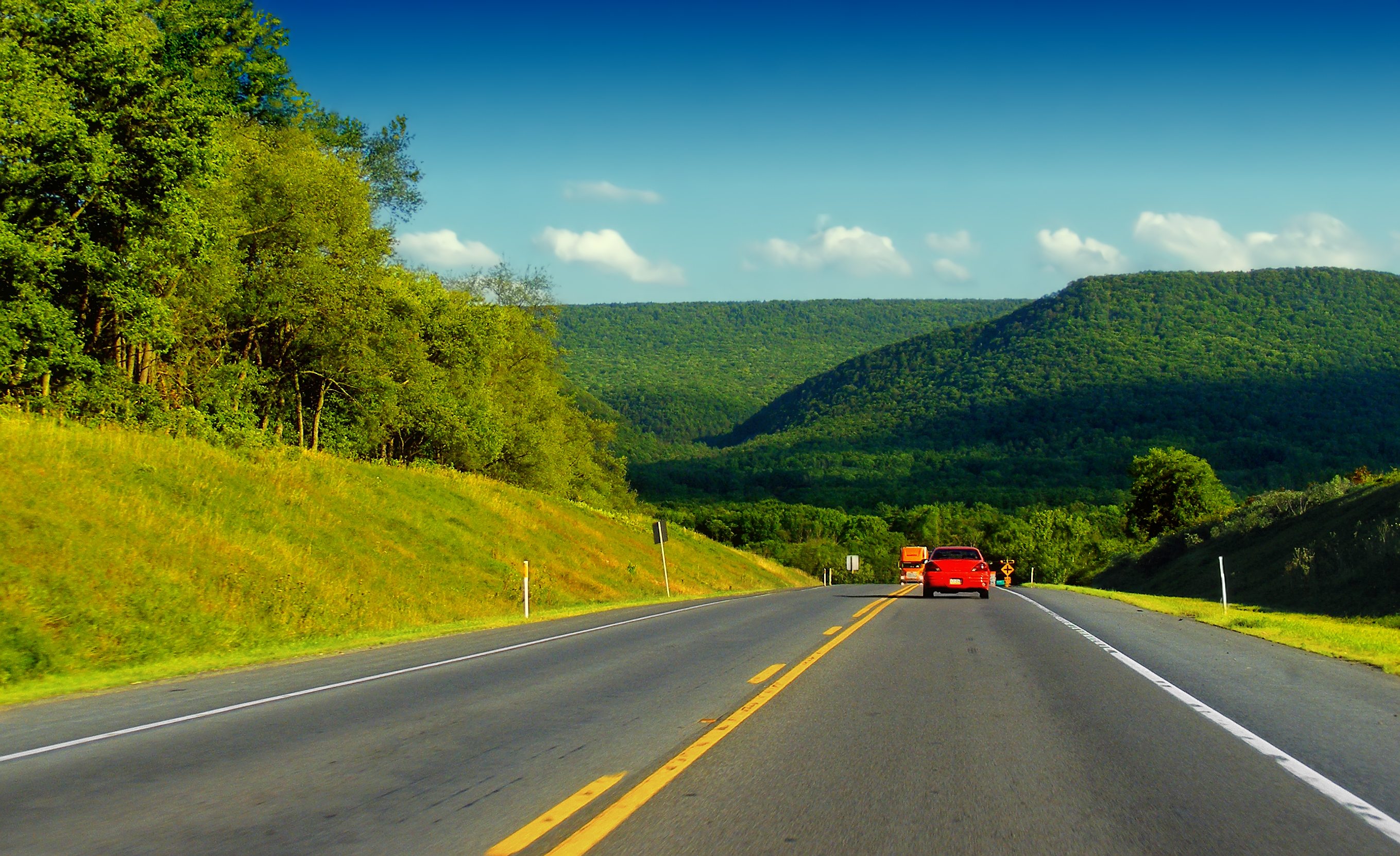
جادهٔ ایالات متحدهٔ ۲۲۰ از محدودهٔ شهری لمار می‌گذرد.

شرکت امترک هریسبورگ را به ایستگاه خیابان سی‌ام فیلادلفیا متصل می‌کند و سپس به سمت شمال و نیویورک سیتی می‌رود. این راه میان میان نیویورک به هریسبورگ توسط سازمان پنسیلوانیا نیز استفاده می‌شود با این تفاوت که تا پیتزبورگ ادامه پیدا می‌کند. کپیتول لیمیتد نیز از پیتزبورگ گذر می‌کند و به شیکاگو و واشینگتن، دی.سی. می‌رود. مسافرت میان شیکاگو و نیویورک از طریق خطوط کرانه‌ای دریاچه و با گذر از ایری نیز امکان‌پذیر می‌باشد. همچنین ۶۷ راه‌آهن باری خط کوتاه در پنسیلوانیا فعالیت می‌کند که بیشترین تعداد در میان ایالات است.

### اتوبوس
خدمات اتوبوس میان‌شهری، بین شهرهای پنسیلوانیا و دیگر نقاط بزرگ شمال شرقی کشور توسط بولت‌باس، فولینگتون تریلویز، مگاباس، گریهاوند لاینز، مارتز تریلویز، آوْرباس، چایناتاون باس و بریدج لاینز صورت می‌پذیرد.

### ترابری هوایی
پنسیلوانیا هفت فرودگاه اصلی دارد: فرودگاه بین‌المللی فیلادلفیا، فرودگاه بین‌المللی پیتزبورگ، فرودگاه بین‌المللی لی والی، فرودگاه بین‌المللی هریسبرگ، فرودگاه بین‌المللی اری، فرودگاه پارک دانشگاه
و فرودگاه بین‌المللی ویلکز بار - اسکرانتون. به‌طور کلی ۱۳۴ فرودگاه عمومی در ایالت وجود دارد. بندر پیتزبورگ دومین بندر داخلی و هجدهمین بندر بزرگ کشور و بندر فیلادلفیا بیست و چهارمین بندر بزرگ کشور است. تنها بندر دریاچه‌های بزرگ پنسیلوانیا در ایری وجود دارد.

### ترابری آبی
سدسلولی رود الگینی دو که توسط سپاه مهندسی ارتش ایالات متحده ایجاد شده بیشتر از هر آب‌بندی در کشور مورد استفاده قرار می‌گیرد. این سد رود الگینی را در نزدیکی مرکز شهر پیتزبورگ مهار می‌کند.

## فرهنگ

### ورزش

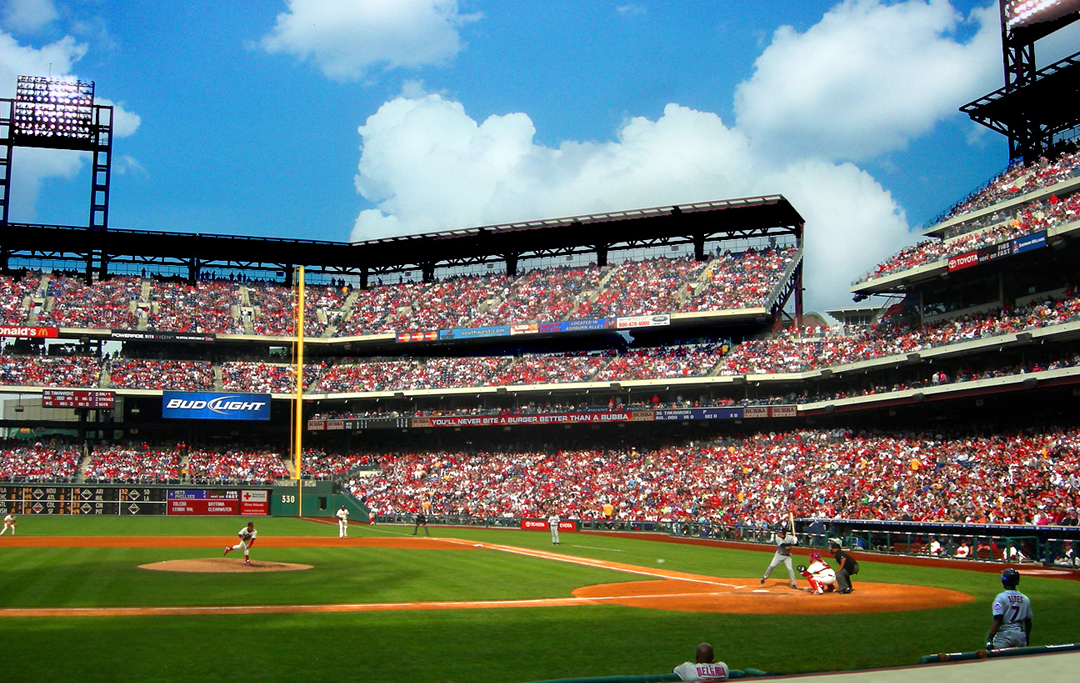
سیتیزنز بانک پارک در بخش جنوبی فیلادلفیا، خانهٔ تیم فیلادلفیا فیلیز

پنسیلوانیا چندین تیم حرفه‌ای در لیگ‌های بزرگ دارد؛ فیلادلفیا فیلیز و پیتزبورگ پایرتز در لیگ برتر بیسبال (ام‌ال‌بی)، فیلادلفیا سونتی‌سیکسرز در اتحادیه ملی بسکتبال (ان‌بی‌ای)، پیتزبورگ استیلرز و فیلادلفیا ایگلز در لیگ ملی فوتبال (ان‌اف‌ال)، فیلادلفیا فلایرز و پیتزبورگ پنگوئنز در لیگ ملی هاکی (ان‌اچ‌ال) و فیلادلفیا یونیون در لیگ برتر فوتبال ایالات متحدهٔ آمریکا (ام‌ال‌اس). این تیم‌ها در ورلد سریز ۷ جام (پایرتز ۵ و فیلیز ۲)، در نشنال لیگ (ان‌ال) ۱۶ پرچم (پایرتز ۹ و فیلیز ۷)، ۳ قهرمانی پیش از سوپر بول (ایگلز)، ۷ قهرمانی سوپر بول (۶استیلرز و ۱ایگلز)، دو قهرمانی ان‌بی‌ای (سونتی‌سیکسرز) و ۷ جام استنلی (پنگوئنز ۵ و فلایرز ۲) کسب کرده‌اند.
پنسیلوانیا همچنین در لیگ‌های کوچک و نیمه حرفه‌ای نیز تیم دارد؛ در کلاس تریپل-ای در لیگ کوچک بیسبال لی ولی آیرون پیگز و اسکرانتون/ویلکز-بار ریل‌رایدرز، در کلاس دوبل-ای لیگ کوچک بیسبال آلتونا کُرو، ایری سی‌ولوز، هریسبورگ سناتورز و ریدینگ فایتین در لیگ شرقی، در کلاس ای بیسبال استیت کالج اسپایکز و ویلیام‌اسپرت کراسکاترز در لیگ پنسیلوانیا-نیویورک، لنکستر بارنزتورمرز و یورک رولیشن در لیگ حرفه‌ای مستقل آتلانتیک، ایری بی‌هاوکز در ان‌بی‌ای-جی، لی‌ولی فانتومز، ویلکز-بار/اسکرانتون پنگوئنز و هرشی بیرز در لیگ هاکی آمریکا، ریدینگ رویالز و ای‌سی‌اچ‌ال و فیلادلفیا سول در لینگ ارنا فوتبال حضور دارند. این تیم‌ها ۱۲ قهرمانی کلاس تریپل-ای و دوبل-ای بیسبال (ریل‌رایدرز۱، سناتورز۶، فایتین فیلز ۴ کورو۱)، ۳ قهرمانی ارنا بول (سول) و ۱۱ جام کالدر (بیرز) دارند.
فوتبال اروپایی به خوبی در ایالت پنسیلوانیا جا افتاده و طرفدارانی دارد. علاوه بر فیلادلفیا یونیون که در ام‌ال‌اس حضور دارد، ایالت سه تیم واجد شرایط برای رقابت‌های سالانهٔ لمار هانت یواس اپن کاپ است. این سه تیم فیلادلفیا یونیون ۲، پیتزبورگ ریورهاوند و پن اف‌سی (با نام قبلی هریسبورگ سیتی آیسلندرز) هستند که البته پن اف‌سی در سال ۲۰۱۹ اعلام کرد که فعالیتش را متوقف کرده و از فصل ۲۰۲۰ به میدان‌ها بازخواهد گشت.

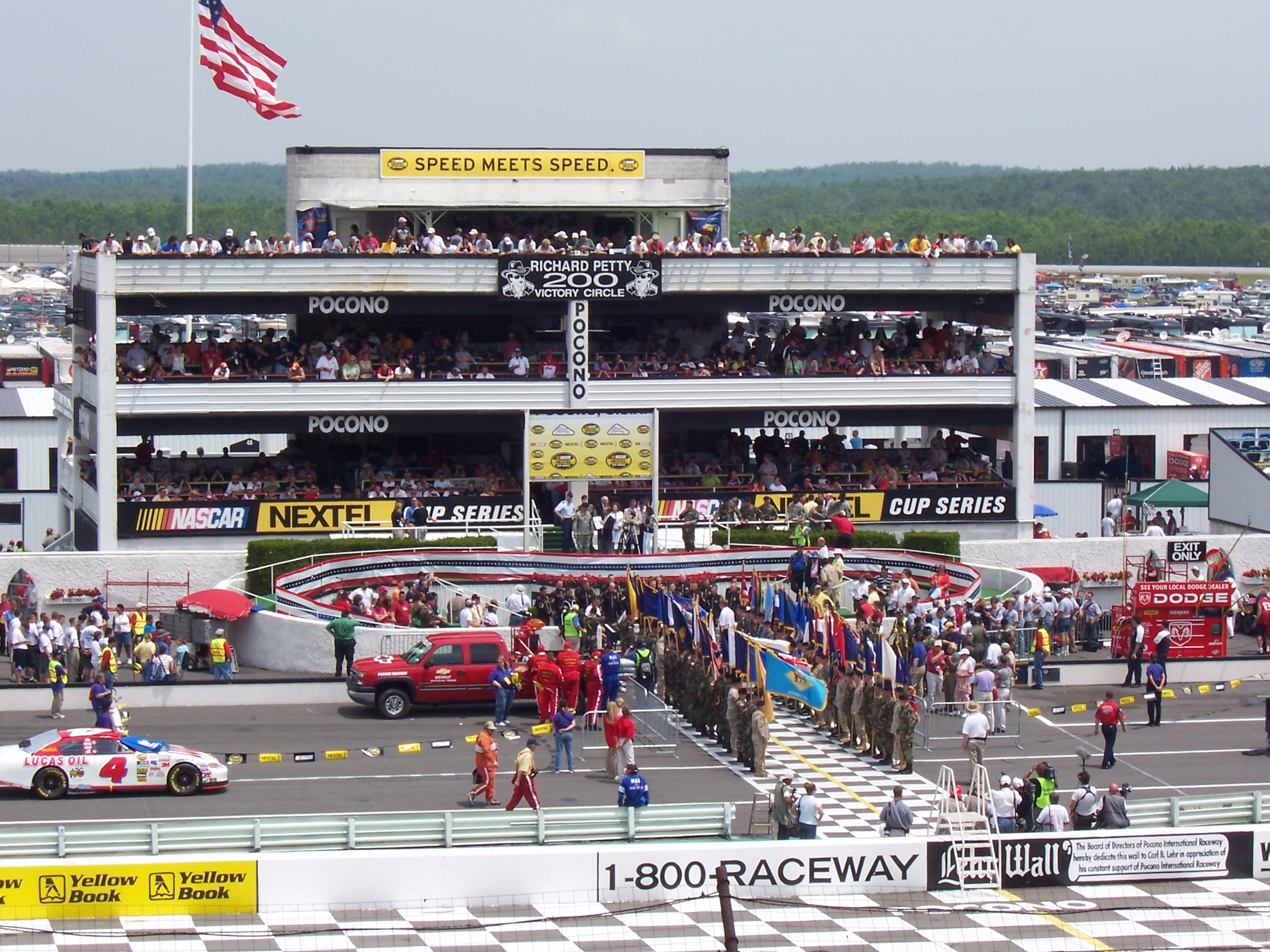
مسابقات نسکار در پیست پوکونو در لانگ پوند

آرنولد پالمر، یکی از بزرگ‌ترین بازیکنان حرفه‌ای گلف در قرن بیستم، متولد شهر لتروب است و جیم فوریک در نزدیکی لنکستر رشد کرده‌است. مسابقات پی‌جی‌ای (اتحادیهٔ بازیکنان حرفه‌ای گلف آمریکا) در پنسیلوانیا شامل مسابقات کلاسیک لامبر ۸۴ (در تور پی‌جی‌ای) و مسابقات کلاسی شمال شرقی پنسیلوانیا می‌شود که اولی در زمین نماکولین وودلند در فارمینگتون و دومی در باشگاه ملی گلف گلِنماورا در شهر موسیک برگزار می‌گردند.
همچنین لاو پارک که یکی از نقاط محبوب برای بازی اسکیت‌برد است در پنسیلوانیا و در امتداد تالار شهر قرار دارد و در سال ۲۰۰۱ و ۲۰۰۲ میزبان بازی‌های ایکس ای‌اس‌پی‌ان بوده‌است.

#### مسابقات ماشین‌سواری
ماریو اندرتی، یکی از موفق‌ترین رانندگان آمریکایی در اتومبیل‌رانی و فرمول یک، در شهر نازارِث در لی‌های ولی متولد شده‌است. پیست سرعت جنرزتاون در جنرزتاون، پیست سرعت دریاچهٔ ایری در شمال شرق، پیست سرعت ماهونینگ ولی در لهایتون، پیست سرعت موتوردوم (بسته شده) در اسمیتتون، پیست سرعت نازارث در نازارث (بسته شده)، پیست سرعت لرنرویل در سارور و پیست مسابقهٔ پوکونو در لانگ پوند از مهم‌ترین پیست‌های مسابقه پنسیلوانیا هستند که دو مسابقه از سری مسابقات نسکار و ایندیکار در آن‌ها برگزار می‌شود. همچنین پیست مسابقهٔ ماپل گرُوْ در نزدیکی ریدینگ، هر سال میزبان مسابقات اتحادیهٔ رودهات ملی است.
دو مسیر مسابقهٔ مخصوص موتور کراس نیز در ایالت وجود دارد که میزبان یکی از دورهای مسابقات قهرمانی موتورکراس ای‌ام‌ای تویوتا است. این دو مسیر شامل پیست مسابقهٔ های‌پوینت در موریس و استیل سیتی در دلمونت می‌شوند.
مسیرهای رقابتی برای اسب‌سواری نیز در پنسیلوانیا وجود دارد که شامل میدوز در نزدیکی پیتزبورگ، پوکونو داونز در ویلکس-بار و هاراز فیلادلفیا در چستر می‌شود. همچنین در مسیرهای ملی رقابتی پن در گرانتویل، پارکس ریسینگ (فیلادلفیا پارک سابق) در بنسالم و پرسکو ایسل داونز در نزدیکی ایری مسابقات کالسکه‌رانی برگزار می‌گردد.

#### مسابقات ورزشی دانشگاهی
مسابقات فوتبال کالج‌ها میان مردم پنسیلوانیا بسیار محبوب است. سه کالج در پنسیلوانیا وجود دارد که در بالاترین سطح رقابت‌های فوتبال کالجی، ان‌سی‌اِی‌اِی بخش اول زیرمجموعه فوتبال بول، بازی می‌کنند. دو کالج در کنفرانس پاور فایو و دانشگاه ایالتی پن در کنفرانس بیگ تن، دانشگاه پیتزبورگ پنترز در کنفرانس ساحل آتلانتیک و دانشگاه تمپل اولز در کنفرانس امریکن آتلانتیک حضور دارند. دانشگاه ایالتی پن سابقهٔ دو قهرمانی در سطح ملی (۱۹۸۲ و ۱۹۸۶) و همچنین هفت فصل بدون شکست (۱۸۸۷، ۱۹۱۲، ۱۹۶۸، ۱۹۶۹، ۱۹۷۳، ۱۹۸۶، ۱۹۹۴) دارد. دانشگاه ایالتی پن در دومین ورزشگاه بزرگ کشور، بیور استادیوم، با ظرفیت ۱۰۶٬۵۷۲ نفر، بازی می‌کند و در حال حاضر جیمز فرانکلین مربی‌گری آن را برعهده دارد. دانشگاه پیتزبورگ پنترز نیز ۹ قهرمانی در سطح ملی (۱۹۱۵، ۱۹۱۶، ۱۹۱۸، ۱۹۲۹، ۱۹۳۱، ۱۹۳۴، ۱۹۳۶، ۱۹۳۷ و ۱۹۷۶) و هشت فصل بدون شکست (۱۹۰۴، ۱۹۱۰، ۱۹۱۵، ۱۹۱۶، ۱۹۱۷، ۱۹۲۰، ۱۹۳۷ و ۱۹۷۶) در کارنامه‌اش دارد. این تیم در هینز فیلد بازی‌هایش را انجام می‌دهد و پات ناردوزی مربیگری آن را برعهده دارد.

### غذا

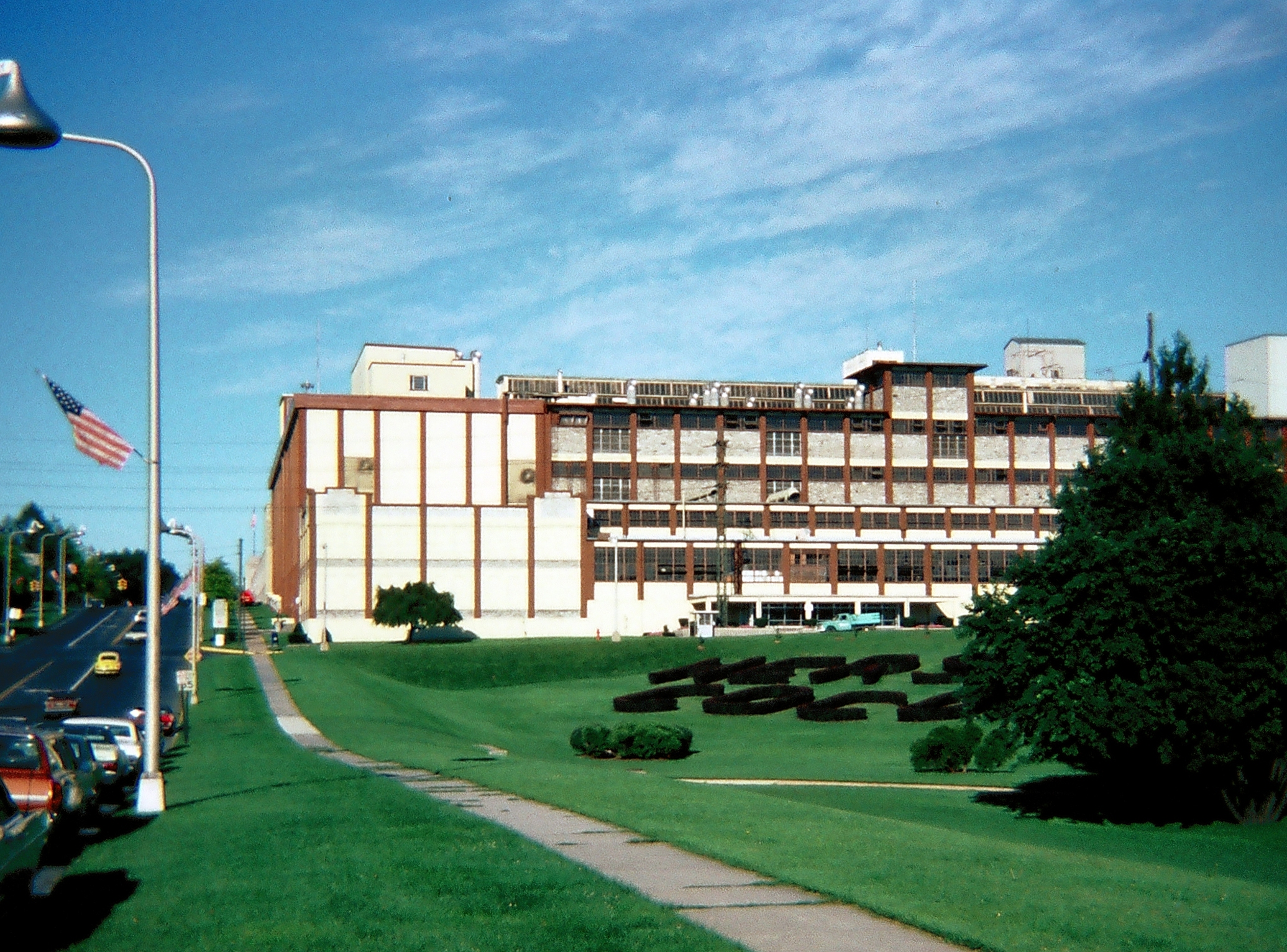
کارخانهٔ شکلات هرشی

شارون هرنز سیلورمن (نویسنده) پنسیلوانیا را پایتخت غذاهای اسنکی می‌نامد. این ایالت در پخت پرتزل در میان ایالات کشور پیشتاز است. استورگیز پرتزل هاوس برای اولین بار پرتزل را به ایالات متحده معرفی کرد و کارخانه‌هایی مثل تولید نان اندرسون، اینترکورس پرتزل و اسنایدرز آو هانوور این صنعت را به شدت رشد دادند. دو کارخانه از سه کارخانه‌ای که استاندارد چیپس سیب‌زمینی را در ایالات متحده تعریف می‌کنند در پنسیلوانیا قرار دارد: آتز کوالیتی فودز، که در سال ۱۹۲۱ در شهر هانوور شروع به فعالیت کرد و وایز فودز که در همان سال کارش را در برویک آغاز کرد. سومین کارخانه فریتو-لِی است که زیرمجموعهٔ شرکت پپسی محسوب می‌شود و در پلانو، تگزاس قرار دارد. دیگر کارخانه‌ها از جمله هرز اسنکز، مارتینز پوتیتو چیپس، اسنایدرز آو برلین (ارتباطی با اسنایدرز آو هانوور ندارد) و ترویر فارمز پوتیتو پروداکتز از کارخانه‌های پرطرفدار تولید چیپس هستند.
مرکز صنایع تولید شکلات ایالات متحده در هرشی قرار دارد. مارس، گودویا، ویلبور شکلات کمپانی، سادرتون، گرترود، هاوک شکلاتز کارخانه‌های تولید شکلات این شهر هستند. جدای از هرشی جاست بورن در بتلهم قرار دارد که هات تملز (نوعی آبنبات مستطیل شکل که در ۱۹۵۰ تولید می‌شده)، مایکز اند ایکز (نوعی آبنبات میوه‌ای که در سال ۱۹۴۲ تولید شده) و پیپز (نوعی پفنبات) از محصولات پرطرفدار آن است. همچنین بویر برادرز در آلتونا قرار دارد که به خاطر مالو کاپز شناخته می‌شود. غذاهای آلمانی سنتی پنسیلوانیا مثل مرغ پاتپای، ژامبون خوک پاتپای، اشنیتز آن نپ (سیب خشک‌شده، گوشت خوک و کوفته) و فسنتچ (نوعی دونات) از غذاهای پرطرفدار ایالت است.

## نمادهای ایالت
شعار: پرهیزکاری، آزادی و استقلال
درخت: تسوگا کانادنسیس
پرنده: سیاه‌خروس طوق‌دار
گل: کالمیا لاتیفولیا
حشره: کرم شبتاب پنسیلوانیایی
حیوان: گوزن دم‌سفید
دوزیست: سمندر آبی
سگ: گریت دین
ماهی: قزل‌آلای جویبار
فسیل: فاکوپس رانا
نوشیدنی: شیر
سرود: پنسیلوانیا
کشتی: یواس‌اس نیاگارا
لوکوموتیو الکتریکی: جی‌جی۱–۴۸۵۹

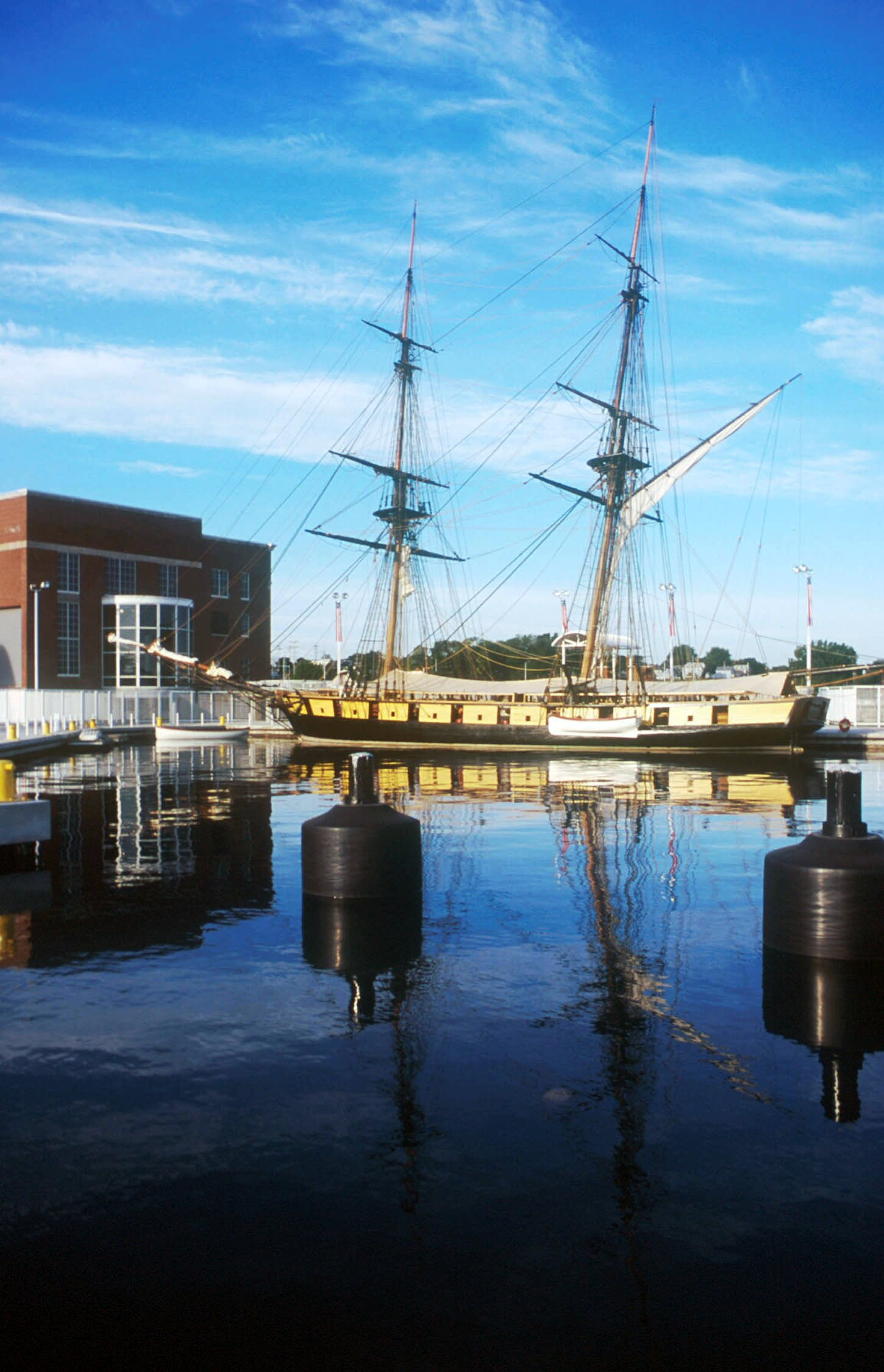
یواس‌اس نیاگارا در بندر

لوکوموتیو بخار: کی۴اس-۱۳۶۱ و کی۴اس۳۷۵۰
گیاه تزئینی: یونجه باغی

## نگارخانه

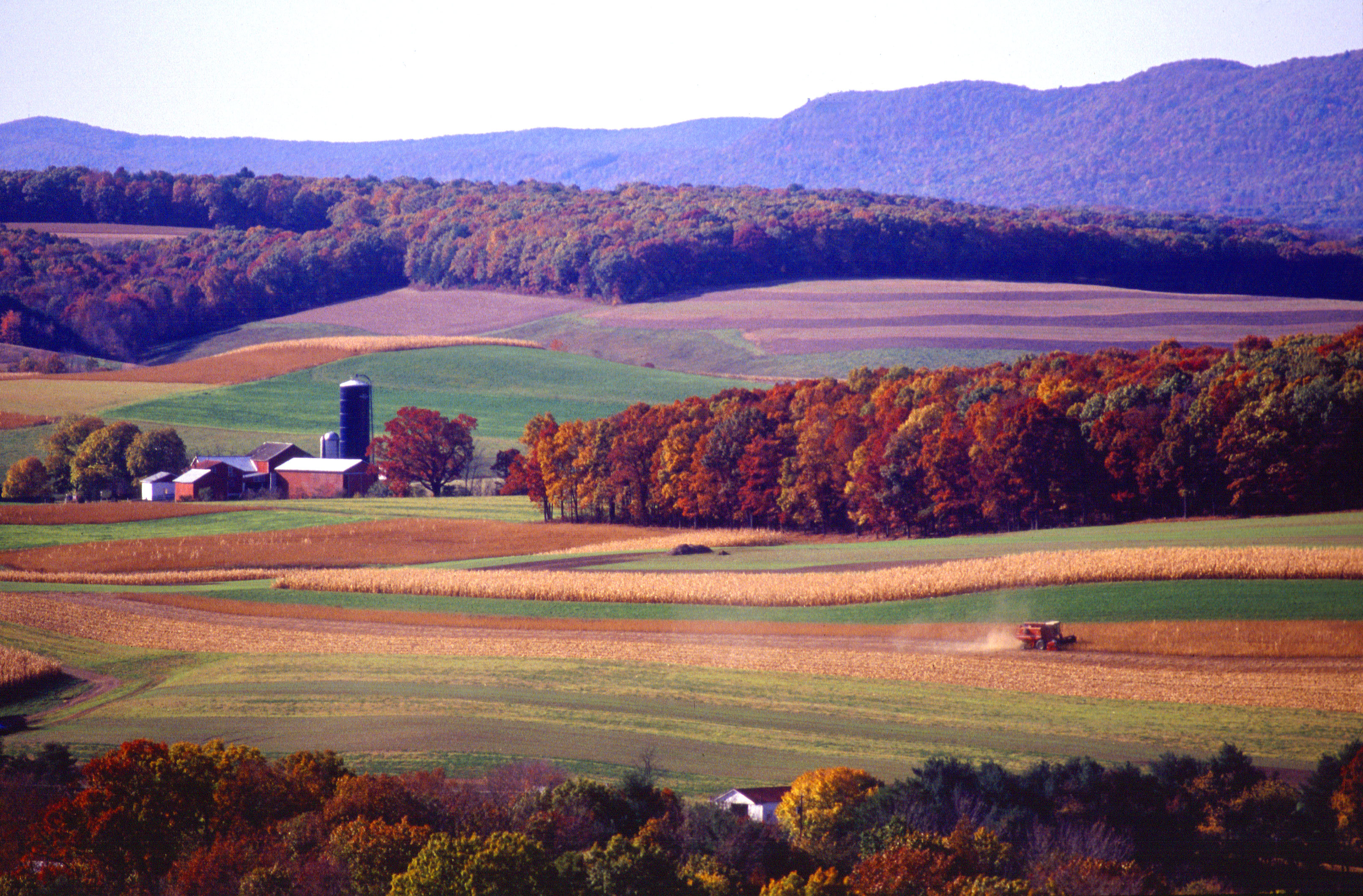
چشم‌انداز کشتزارهای ایالت پنسیلوانیا
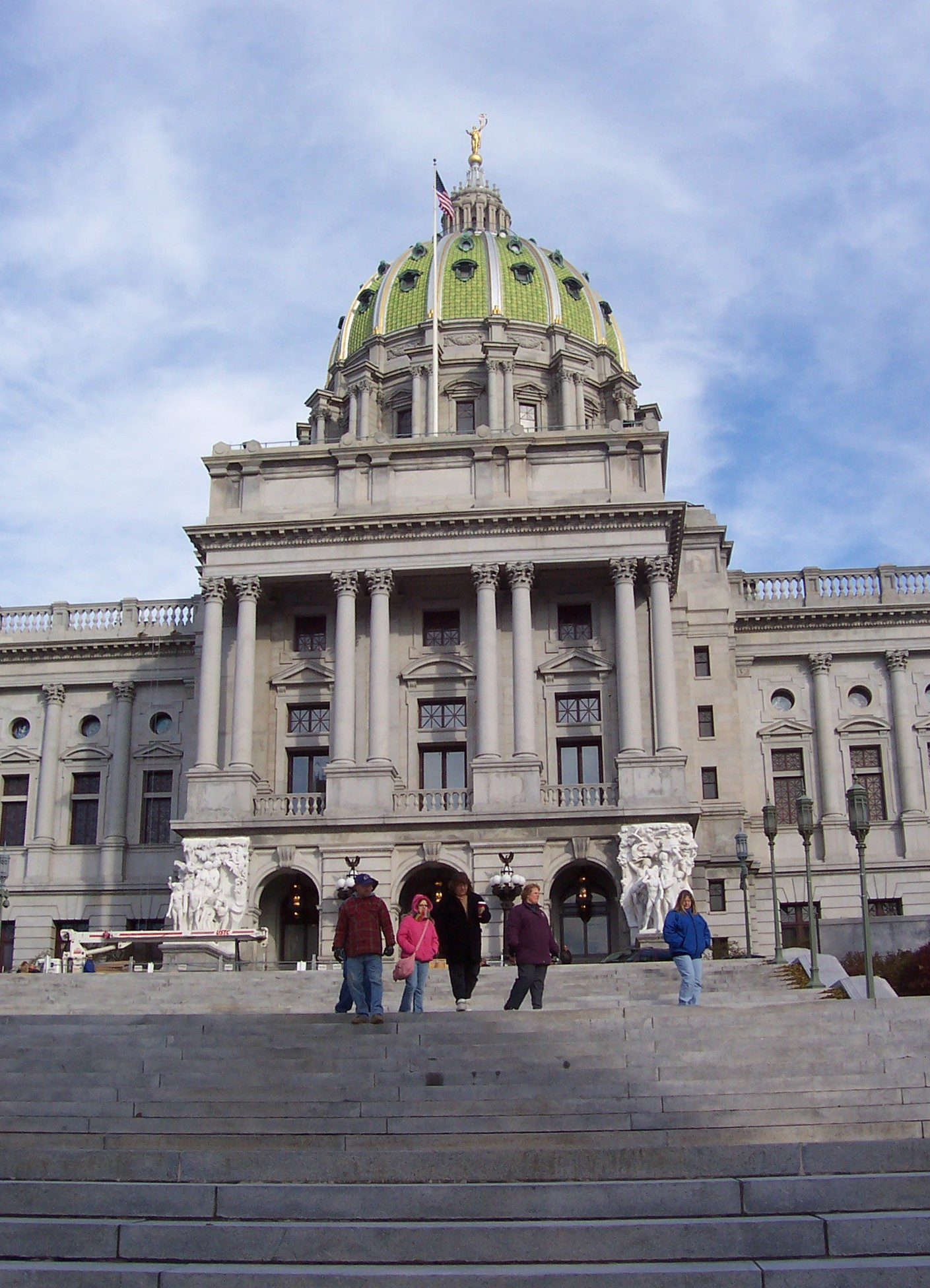
پایتخت ایالت
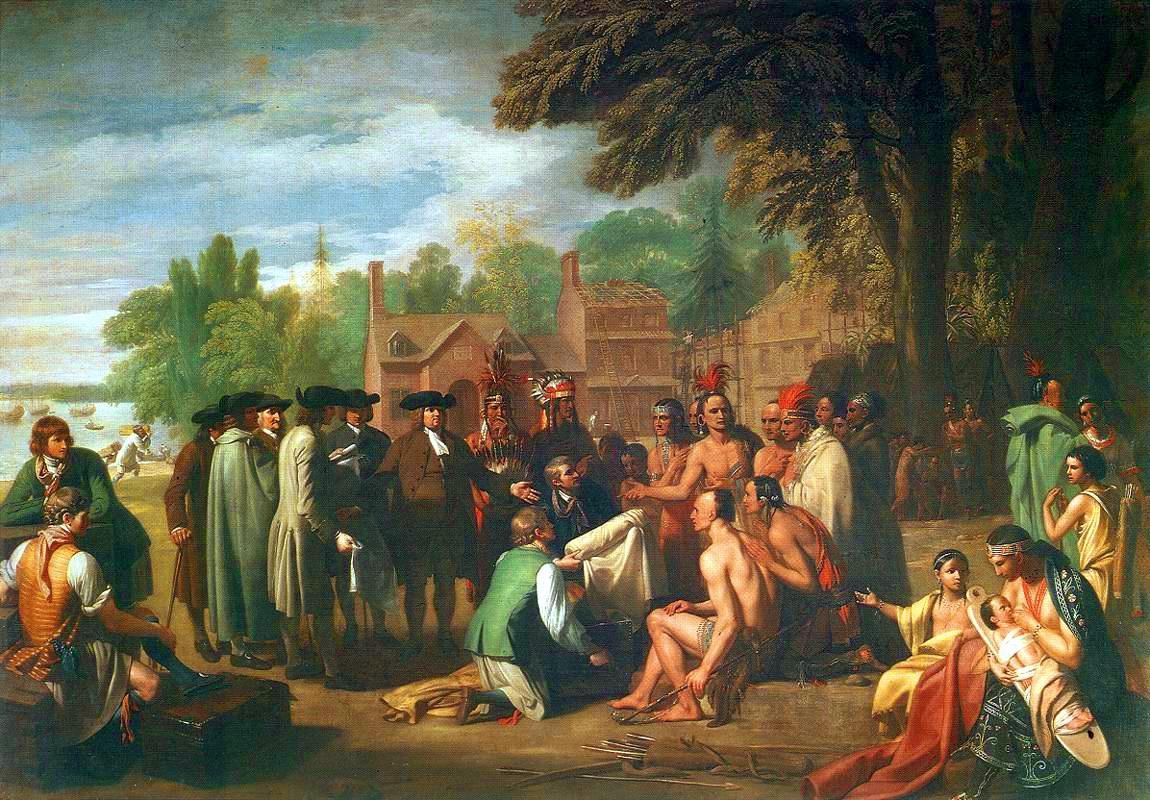
عهدنامه ویلیام پن با سرخ‌پوستان پنسیلوانیا
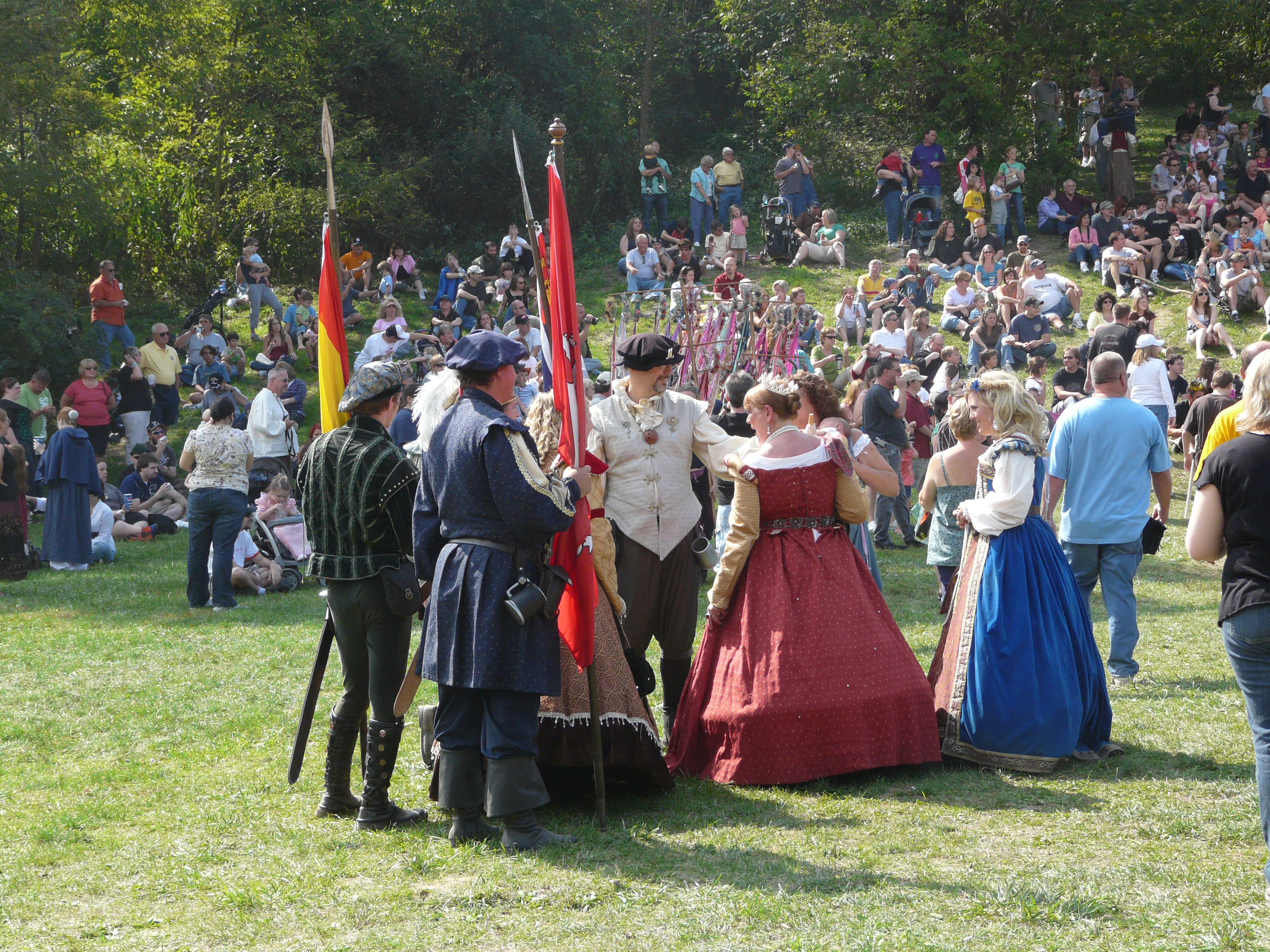
گردهمایی رنسانس

## مشاهیر
از افراد مشهور این سرزمین می‌توان فرد راجرز، تامی دورسی، ارول گارنر، احمد جمال، جیمی اسمیت، مک‌کوی تاینر، آرت بلیکی، تینا فی، والاس استیونز، استن گتز، مری مکدانل وتیلور سویفت و اوکس فگلی را نام برد.